# Список танкистов-асов Второй мировой войны
Список танкистов-асов стран-участниц Второй мировой войны по числу побед — подбитых и уничтоженных танков и самоходных орудий противника. В списке содержатся сведения о должности и воинском звании танкистов, воинской части (соединении), типе танков (самоходных орудий), на которых воевали танкисты, а также дополнительные подробности о подвигах и сведения о высших воинских наградах танкистов.

## Критерии подсчёта
Как отмечает историк М. Б. Барятинский, учёт персональных побед в советских танковых войсках практически не вёлся, за исключением отдельных соединений (1-я гвардейская танковая бригада и 10-й гвардейский танковый корпус). В большинстве случаев данные неполны, и число побед может оказаться бо́льшим, так как данные занижались. Занижение числа побед было связано с системой выплат за каждый уничтоженный танк: для исключения приписок и во избежание чрезмерных выплат за фиктивно уничтоженные танки. В качестве источников информации используются, как правило, выписки из наградных листов, боевые донесения, воспоминания очевидцев и начальников.
В немецких танковых войсках также не было никакой официально утверждённой системы подтверждения побед (в отличие от авиации). По мнению историка М. Б. Барятинского, существовал только один «умозрительный» критерий — честь офицера, которая во многих случаях «подводила многих немецких танковых асов, которые приписывали себе достаточно приличное подчас количество побед». Различные исследователи рекомендуют относиться к числу побед немецких танкистов осторожно. Например, А. Смирнов указывает, что «если брать за истину результаты немецких танкистов и самоходчиков, особенно на завершающем этапе Второй мировой войны, то танковые части Красной Армии к концу боевых действий в Европе вообще должны были бы прекратить своё существование». В оправдание высоких количественных результатов приводятся аргументы о том, что один и тот же подбитый танк мог быть многократно записан в число побед из-за высокой эффективности советских ремонтно-восстановительных служб. Например, по данным книги «Строительство и боевое применение советских танковых войск в годы Великой Отечественной войны», средствами советских войск и армий отремонтировано 66,5 %, средствами фронтов — 27,6 %, средствами центрального подчинения — 4,2 %, а заводами промышленности — 1,7 % всех восстановленных танков и САУ; в итоге в 1943 году, по сведениям историка бронетехники Максима Коломийца, немецкое командование было вынуждено издавать специальные циркуляры, чтобы солдаты вермахта подрывали все оставшиеся на поле боя советские танки — в противном случае, ночью они будут эвакуированы и восстановлены. Кроме того, официальное число общих потерь в период 1941—1945 огромно: Красная Армия потеряла 96,5 тыс. танков и САУ, а Германия и её союзники — только 32,5 тыс. танков и штурмовых орудий.
В число побед входят уничтоженные танки и самоходные артиллерийские установки (штурмовые орудия).  Список основывается на анализе источников по состоянию на 2013 год и не является полным.

## Антигитлеровская коалиция

### СССР
Лучшим танковым асом СССР во время Второй мировой войны является Дмитрий Фёдорович Лавриненко. За два с половиной месяца боёв он принял участие в 28 схватках и уничтожил 52 танка, став лучшим советским танковым асом за годы Великой Отечественной войны.

#### Статистика
| Победы | Танкисты | Однократные            | Двукратные             | Герои Российской Федерации |
| Победы | Танкисты | Герои Советского Союза | Герои Советского Союза | Герои Российской Федерации |
| ------ | -------- | ---------------------- | ---------------------- | -------------------------- |
| 50 +   | 1        | 1                      | -                      | -                          |
| 30—49  | 7        | 3                      | -                      | -                          |
| 20—29  | 28       | 15                     | -                      | 1                          |
| 15—19  | 19       | 8                      | -                      | -                          |
| 10—14  | 38       | 24                     | 1                      | -                          |
| 5—9    | 91       | 51                     | -                      | 1                          |
| Всего  | 184      | 102                    | 1                      | 2                          |

1. ↑  Общее число подбитых и уничтоженных танков противника, которые записал на свой боевой счёт танкист вместе со своим экипажем.

#### 50 и более побед
| № | Фото | Фамилия Имя Отчество воинское звание годы жизни                                  | Формирование                                                                            | Победы | Типы танков | Обстоятельства подвигов и награда |
| - | ---- | -------------------------------------------------------------------------------- | --------------------------------------------------------------------------------------- | ------ | ----------- | --- |
| 1 |      | Лавриненко Дмитрий Фёдорович гвардии старший лейтенант (14.10.1914 — 18.12.1941) | 15-я танковая дивизия, 4-я отдельная танковая бригада, 1-я гвардейская танковая бригада | 52     | Т-34-76     | Также несколько орудий. За два с половиной месяца 1941 года в 28 боях. Орден Ленина (22 декабря 1941, посмертно), Герой Советского Союза (5 мая 1990, посмертно). |

#### 30—49 побед
| № | Фото    | Фамилия Имя Отчество воинское звание годы жизни                          | Формирование | Победы   | Типы танков       | Обстоятельства подвигов и награда |
| - | ------- | ------------------------------------------------------------------------ | --- | -------- | ----------------- | --- |
| 2 | танкист | Бочковский Владимир Александрович капитан (28.06.1923 — 8.05.1999)       | 1-я гвардейская танковая бригада | 36       | Т-34-76 Т-34-85   | Из них — 3 подтверждённых, согласно наградному листу. Герой Советского Союза (26 апреля 1944)                                                              |
| 3 |         | Корольков Иван Иванович старший лейтенант (22.05.1915 — 6.01.1973)       | 133-я танковая бригада, 114-й отдельный танковый полк                                                                                             | 34       | КВ-1              | За период боёв с 10 июня по 20 сентября 1942 года. Герой Советского Союза (8 февраля 1943)                                                                 |
| 4 | танкист | Кученков Михаил Петрович гвардии лейтенант (род. 1919)                   | 356-й гвардейский самоходно-артиллерийский полк 10-го гвардейского танкового корпуса                                                              | 32       | СУ-85             | Участник боёв с первого дня войны. Орден Отечественной войны I степени (8 марта 1945)                                                                      |
| 5 | танкист | Дьяченко Никита Прохорович гвардии капитан (род. 1918)                   | 61-я гвардейская танковая бригада 10-го гвардейского танкового корпуса                                                                            | 31       | Т-34-76 Т-34-85   | Участник боёв с первого дня войны. Орден Красного Знамени (20 февраля 1945)                                                                                |
| 6 | танкист | Моисеев Николай Дмитриевич гвардии капитан (род. 1916)                   | 6-я гвардейская танковая бригада | 31       | Т-34-76           | Также 29 орудий и 24 пулемёта по состоянию на июль 1942 года. Представлен к званию Героя Советского Союза, но награждён орденом Ленина (11 июня 1942)      |
| 7 |         | Самохин Константин Михайлович гвардии капитан (14.3.1915 — 22.2.1942)    | 15-я танковая дивизия, 4-я отдельная танковая бригада, 1-я гвардейская танковая бригада                                                           | более 30 | БТ-7 Т-34-76      | Также несколько орудий. Орден Ленина (27 декабря 1941), зачислен навечно в списки личного состава частей и подразделений 1-й гвардейской танковой бригады. |
| 8 | танкист | Бурда Александр Фёдорович гвардии подполковник (12.04.1911 — 25.01.1944) | 15-я танковая дивизия, 4-я отдельная танковая бригада, 1-я гвардейская танковая бригада, 49-я танковая бригада, 64-я гвардейская танковая бригада | более 30 | T-35 T-28 Т-34-76 | Также орудия. Из них 8 — за 4 октября 1941 года. Герой Советского Союза (24 апреля 1944, посмертно)                                                        |

#### 20—29 побед
| №  | Фото    | Фамилия Имя Отчество воинское звание годы жизни                                   | Формирование | Победы                    | Типы танков                | Обстоятельства подвигов и награда |
| -- | ------- | --------------------------------------------------------------------------------- | --- | ------------------------- | -------------------------- | --- |
| 9  | танкист | Новицкий Николай Павлович гвардии старшина (20.12.1918 – )                        | 61-я гвардейская танковая бригада 10-го гвардейского танкового корпуса | 29                        | Т-34-76 Т-34-85            | Участник боёв с июня 1941 года. Орден Отечественной войны II степени (17 сентября 1944) |
| 10 | танкист | Стороженко Василий Яковлевич гвардии майор (4.04.1918 — 10.03.1991)               | 4-я отдельная танковая бригада, 1-я гвардейская танковая бригада, 1-я механизированная бригада, 19-я гвардейская механизированная бригада, 64-я гвардейская танковая бригада                 | 29                        | Т-28 Т-34-76 Т-34-85       | Также много орудий. Два ордена Красного Знамени (7 января 1942, 1 сентября 1942) |
| 11 | танкист | Брюхов Василий Павлович гвардии старший лейтенант (09.01.1924 – 25.08.2015)       | 159-я танковая бригада, 170-я танковая бригада | 28                        | Т-34-85                    | Герой Российской Федерации (16 декабря 1995) |
| 12 | танкист | Лебедев Николай Александрович старший лейтенант (5.08.1914 — 23.11.1942)          | 69-я танковая бригада 4-го танкового корпуса | 28                        | Т-34-76                    | Герой Советского Союза (4 февраля 1943, посмертно) |
| 13 | танкист | Андреев Николай Родионович гвардии старший лейтенант (07.08.1921 — 05.04.2000)    | 32-я танковая дивизия, 1-я танковая бригада, 6-я гвардейская танковая бригада | 27                        | Т-34-76                    | Один танк уничтожен тараном. Также 2 танка захвачено и уничтожено несколько десятков орудий. Герой Советского Союза (5 ноября 1942) |
| 14 | танкист | Хазов Владимир Петрович гвардии старший лейтенант (9.09.1918 — 13.09.1942)        | 58-я танковая бригада, 6-я танковая бригада | 27                        | Т-34-76                    | Также 1 самолёт (из пулемёта), несколько орудий. Герой Советского Союза (5 ноября 1942, посмертно) |
| 15 |         | Хорошилов Павел Максимович лейтенант (1917 — 1.03.1943)                           | 6-я гвардейская танковая бригада «а», 23-я гвардейская танковая бригада | 27                        | КВ-1                       | Также другая техника. Командир танка КВ-1 «Беспощадный». Орден Красного Знамени (20 сентября 1942) |
| 16 | танкист | Разумовский Михаил Михайлович гвардии младший лейтенант (род. 1921)               | 62-я гвардейская танковая бригада 10-го гвардейского танкового корпуса | 25                        | Т-34-85                    | Представлен к званию Героя Советского Союза, но был награждён орденом Красного Знамени (12 марта 1945) |
| 17 | танкист | Кибизов Александр Николаевич старший сержант (27.10.1912 — 29.03.2001)            | 1454-й самоходно-артиллерийский полк 11-го гвардейского танкового корпуса 1-й гвардейской танковой армии                                                                                     | 24                        | СУ-100                     | С 1943 по 1945 год. Также 62 автомашины и БТР, 28 ПТО и миномётов, десятки блиндажей и дзотов противника, 37 пулемётов, более четырёхсот вражеских солдат и офицеров. Герой Советского Союза (31 мая 1945) |
| 18 | танкист | Манешин Дмитрий Сергеевич гвардии лейтенант (род. 1925)                           | 1442-й самоходный артиллерийский полк РГК, 61-я гвардейская танковая бригада 10-го гвардейского танкового корпуса                                                                            | 24                        | СУ-122 Т-34-85             | Орден Отечественной войны I степени (20 декабря 1943) |
| 19 |         | Шолохов Дмитрий Дмитриевич старший лейтенант (16.10.1920 — 27.06.1983)            | 158-я танковая бригада | 24 (по другим данным — 8) | КВ-1                       | Все 24 — в одном бою 30 июня 1942 года. Также 10 автомашин (позднее). Герой Советского Союза (2 декабря 1942) |
| 20 | танкист | Балашов Анатолий Николаевич старший лейтенант (31.01.1921 — 30.05.1993)           | 34-й отдельный танковый полк 53-й армии | 23                        | Т-34                       | Из них 5 САУ. Герой Советского Союза (22 февраля 1944) |
| 21 | танкист | Джумагулов Эльмурза Биймурзаевич старший лейтенант (11.11.1921 — 26.09.2013)      | 20-я танковая дивизия, 42-й отдельный танковый полк | 23                        | Т-26 Т-34-76 Т-34-85       | Включая 8 штурмовых орудий. Герой Советского Союза (26 сентября 1944) |
| 22 | танкист | Колобанов Зиновий Григорьевич гвардии старший лейтенант (25.12.1910 — 12.08.1994) | 20-я тяжёлая танковая бригада, 1-я танковая дивизия | 23                        | Т-28 КВ-1 ИС-2             | Также 3 орудия, 2 БТР. Из них 22 танка, 2 орудия и 2 БТР уничтожены за 20 августа 1941 года (у Гатчины, на подступах к Ленинграду). Орден Красного Знамени (1945). |
| 23 | танкист | Куприянов Василий Григорьевич гвардии старший сержант (род. 1910)                 | 61-я гвардейская танковая бригада 10-го гвардейского танкового корпуса | 23                        | Т-34-76 Т-34-85            | Орден Красной Звезды |
| 24 | танкист | Марков Владимир Александрович гвардии капитан (15.02.1923 — 13.09.1955)           | 61-я гвардейская танковая бригада 10-го гвардейского танкового корпуса | 23                        | Т-34-76 Т-34-85            | Герой Советского Союза (27 июня 1945) |
| 25 | танкист | Савельев Константин Иванович младший лейтенант (1918 — 18.03.1943)                | 133-я танковая бригада, 11-я гвардейская танковая бригада | 23                        | КВ-1 Т-70                  | В период с 10 июня по 20 сентября 1942 года. Также 9 орудий, 2 пулемёта, 3 тягача и около 220 солдат. Герой Советского Союза (8 февраля 1943). |
| 26 | танкист | Замула Михаил Кузьмич гвардии лейтенант (24.10.1914 — 6.06.1984)                  | 200-я танковая бригада | 22                        | Т-34-85                    | За 8 и 9 июля 1943 года. Из них — 7 тяжёлых танков «Тигр», а также 5 САУ. Герой Советского Союза (10 января 1944) |
| 27 | танкист | Булицкий Николай Терентьевич гвардии лейтенант (род. 1918)                        | 61-я гвардейская танковая бригада 10-го гвардейского танкового корпуса | 21                        | Т-34-76 Т-34-85            | Орден Отечественной войны II степени (27 января 1945) |
| 28 | танкист | Гинтовт Витольд Михайлович гвардии старшина (7.03.1922 — 27.09.1987)              | 200-я танковая бригада, 45-я гвардейская танковая бригада | 25                        | Т-34-76 Т-34-85            | Включая 4 тяжёлых танка «Тигр», 4 САУ, а также 27 орудий, 80 автомашин. Из них 6 танков в одном бою. Герой Советского Союза (24 апреля 1944) |
| 29 |         | Адильбеков Галий Адильбекович гвардии подполковник (01.01.1908 — 21.10.1943)      | 51-я танковая дивизия, 110-я танковая дивизия, 141-я танковая бригада, 121-я танковая бригада, 47-я отдельная танковая бригада (2-го формирования), 47-й отдельный гвардейский танковый полк | 21                        | БТ-2 КВ-1 Черчилль Т-34-76 | Участник боёв с начала войны. Более 20 танков, 9 автомашин, 10 противотанковых орудий, до батальона вражеской пехоты в контрнаступлении под Витебском (8-10 июля 1941), Трубчевском (август-октябрь 1941), в районе Хутор-Михайловский (Сумская область, Украина) 1941 под Сталинградом ст.Морозовский 1942, Битва за Днепр 1943 Именные часы, Медаль «За оборону Сталинграда» Два ордена Красного Знамени (13.02.1942, 1943 посмертно) |
| 30 | танкист | Мазурин Михаил Александрович гвардии старшина (8.08.1916 — 24.09.1982)            | 72-й отдельный гвардейский тяжёлый танковый полк | 21                        | КВ-1 ИС-2                  | За период с июня 1941 по май 1945. Герой Советского Союза (10 апреля 1945) |
| 31 | танкист | Шопов Степан Афанасьевич гвардии старшина (род. 1915)                             | 356-й самоходный артиллерийский полк, 61-я гвардейская танковая бригада 10-го гвардейского танкового корпуса                                                                                 | 21                        | СУ-85 Т-34-76              | Участник боёв с июня 1941. Два ордена Красной Звезды (??, 4 февраля 1945) |
| 32 | танкист | Шишкин Николай Константинович гвардии лейтенант (19.12.1921 — 03.09.2010)         | 1145-й тяжёлый самоходный артиллерийский полк | более 20                  | СУ-152 ИСУ-152             | Также орудия. Два ордена Красного Знамени (22 августа 1944, 1945) |
| 33 | танкист | Гриболев Пётр Филиппович гвардии лейтенант (18.08.1920 — 1.03.1998)               | 19-я гвардейская механизированная бригада | 20                        | Т-34                       | Из них — 6 САУ. Также 1 бронепоезд. Герой Советского Союза (10 января 1944) |
| 34 |         | Любушкин Иван Тимофеевич гвардии старший сержант (20.07.1918 — 30.06.1942)        | 4-я отдельная танковая бригада, 1-я гвардейская танковая бригада | 20                        | Т-34-76                    | Герой Советского Союза (10 октября 1941), зачислен посмертно в списки личного состава частей и подразделений 1-й гвардейской танковой бригады. |
| 35 | танкист | Мочёный Василий Васильевич гвардии лейтенант (род. 1919)                          | 62-я гвардейская танковая бригада 10-го гвардейского танкового корпуса | 20                        | Т-34-85                    | Участник боёв с июня 1941 года. Орден Отечественной войны I степени (17 апреля 1945) |
| 36 | танкист | Пименов Михаил Александрович гвардии старшина (род. 1916)                         | 61-я гвардейская танковая бригада 10-го гвардейского танкового корпуса | 20                        | Т-34-76                    | Орден Красной Звезды |
| 37 | танкист | Рафтопулло Анатолий Анатольевич гвардии капитан (5.04.1907 — 21.04.1985)          | 15-я танковая дивизия, 4-я отдельная танковая бригада, 1-я гвардейская танковая бригада | 20                        | БТ-7 Т-34                  | Герой Советского Союза (11 января 1942) |
| 38 | танкист | Ткаченко Владимир Андреевич гвардии старшина (род. 1925)                          | 61-я гвардейская танковая бригада 10-го гвардейского танкового корпуса | 20                        | Т-34-76                    | Орден Красного Знамени |

#### 15—19 побед
| №  | Фото    | Фамилия Имя Отчество воинское звание годы жизни                                       | Формирование | Победы | Типы танков               | Обстоятельства подвигов и награда |
| -- | ------- | ------------------------------------------------------------------------------------- | --- | ------ | ------------------------- | --- |
| 38 |         | Бармин Илья Елизарович младший политрук (10.07.1916 — 10.12.1943)                     | 28-я танковая бригада 14-я гвардейская танковая бригада                                                                            | 19     | Т-34-76                   | В двух боях 16 и 25 ноября 1941 года. Также 7 ПТО. Герой Советского Союза (12 апреля 1942) |
| 39 |         | Крысов Василий Семёнович полковник (31.12.1922 — 27.05.2013)                          | 158-я танковая бригада, 1454-й самоходный артиллерийский полк, 1295-й самоходный артиллерийский полк                               | 19     | КВ-1 СУ-122 СУ-85 Т-34-85 | В том числе 8 «Тигров» и 1 «Пантера». Также много орудий, несколько БТР. Орден Отечественной войны II степени (12 января 1944) |
| 40 | танкист | Лазейкин Николай Сергеевич гвардии старший лейтенант (род. 1921)                      | 1-я гвардейская танковая бригада                                                                                                   | 19     | Т-34                      | Из них 9 в одном бою В том числе: 8 «Тигров» и 1 САУ. Также 6 автомобилей. Орден Красного Знамени (22 августа 1943) |
| 41 | танкист | Луканин Вениамин Григорьевич гвардии старший лейтенант (род. (10.11.1919 — 5.12.2014) | 57-й гвардейский отдельный танковый полк 3-й гвардейской танковой армии                                                            | 19     | КВ-1с ИС-2                | Из них 5 — в Сталинградской битве, 3 — на Харьковском направлении, 8 — на Сандомирском плацдарме и 3 — на территории Германии. Орден Красной Звезды, Орден Отечественной войны I степени, нереализованное представление к Герою Советского Союза. |
| 42 | танкист | Головяшкин Георгий Сергеевич гвардии старший лейтенант (род. 1915)                    | 362-й отдельный танковый батальон 25-й танковой бригады 5-й гвардейской танковой армии                                             | 18     | КВ-1                      | Также 20 орудий, ок. 50 автомашин и 1 бронепоезд. Два ордена Красного Знамени (2 ноября 1942, 14 декабря 1943) |
| 43 | танкист | Гудзь Павел Данилович гвардии лейтенант (28.9.1912 — 5.5.2008)                        | 32-я танковая дивизия, 89-й отдельный танковый батальон, 5-й гвардейский отдельный тяжёлый полк прорыва                            | 18     | КВ-1                      | Из них 10 в одном бою. Один танк уничтожен тараном. Также 4 противотанковых орудия. Орден Ленина (1941) |
| 44 | танкист | Максаков Владимир Николаевич гвардии лейтенант (5.1.1923 — 8.10.1993)                 | 45-я гвардейская танковая бригада, 200-я танковая бригада                                                                          | 18     | Т-34                      | Также несколько десятков орудий. Герой Советского Союза (24 марта 1945) |
| 45 | танкист | Яркин Иван Петрович гвардии старшина (род. 1919 — 6.1.1944)                           | 200-я танковая бригада, 45-я гвардейская танковая бригада                                                                          | 18     | Т-34-76 Т-34-85           | За 25 дней боёв в декабре 1943 — январе 1944 года. Из них - 3 тяжёлых танка «Тигр». Герой Советского Союза (24 апреля 1944, посмертно) |
| 46 | танкист | Заборьев Степан Михайлович гвардии младший лейтенант (30.6.1921 — 5.3.1945)           | 53-я гвардейская танковая бригада                                                                                                  | 17     | Т-34-76 Т-34-85           | Из них 4 штурмовых орудия. Герой Советского Союза (27 июня 1945, посмертно) |
| 47 |         | Кашников Пётр Михайлович гвардии младший лейтенант (27.12.1915 — 29.4.1945)           | 17-я гвардейская механизированная бригада                                                                                          | 17     | Т-34-85 «Мать—Родина»     | Также 2 бронетранспортёра и 18 автомашин. Орден Отечественной войны II степени (30 марта 1945) |
| 48 | танкист | Климов Михаил Ильич гвардии капитан (21.11.1924 — 9.10.1984)                          | 383-й гвардейский тяжёлый самоходно-артиллерийский полк 9-го гвардейского механизированного корпуса 3-й гвардейской танковой армии | 17     | Т-34-76 ИСУ-122           | Из них 12 за 3—11 марта 1945 года у городов Вальденбург и Наумбург. Включая 1 штурмовое орудие. Герой Советского Союза (27 июня 1945) |
| 49 | танкист | Кобзарь Яков Трофимович старший лейтенант (1918 — 8.7.1943)                           | 200-я танковая бригада | 17     |                           | За 8 и 9 июля 1943 года. Герой Советского Союза (4 октября 1990, посмертно). |
| 50 |         | Бражников Григорий Иванович гвардии старший лейтенант (1916—1995)                     | 49-я танковая бригада, 64-я гвардейская танковая бригада                                                                           | 16     | Т-34-76 Т-34-85           | Из них — 5 тяжёлых танков «Тигр» и 1 средний танк Т-3. Дважды горел в танке. Башенные стрелки — А. Суворов, Поручиков. Представлен к званию Героя Советского Союза, но награждён орденом Красного Знамени.                                        |
| 51 | танкист | Коновалов Семён Васильевич лейтенант (15.2.1920 — 4.4.1989)                           | 15-я танковая бригада | 16     | КВ-1                      | Также 1 танк захвачен, уничтожено 2 БТР и 8 автомашин — в одном бою 13 июля 1942 года. Герой Советского Союза (31 марта 1943) |
| 52 |         | Деген Ион Лазаревич гвардии лейтенант (род. 4.6.1925) - 28.4.2017)                    | 2-я гвардейская отдельная танковая бригада                                                                                         | 16     | Т-34-85                   | Из них 4 САУ. Также 1 танк захвачен, много орудий. Был дважды представлен к званию Героя Советского Союза, но награждён орденом Красного Знамени (22 февраля 1945)                                                                                |
| 53 |         | Дружинин Леонид Михайлович полковник (2.2.1923 – 10.08.2013)                          | 40-й отдельный танковый полк | 16     | M4A2                      | Также 11 орудий и более 200 солдат противника. Орден Красного Знамени (21 июля 1943) |
| 54 | танкист | Кития Михаил Сисоевич (Сессивич) лейтенант (род. 1918 - 25.10.1942)                   | 206-й танковый батальон 90-й танковой бригады                                                                                      | 16     | Т-34                      | 3 танка в бою 15 мая 1942, 10 танков в бою в районе станции Садовая на подступах к Сталинграду в сентябре 1942 и 3 танка в бою 25 октября 1942 у совхоза «Горная поляна». Орден Ленина (22 октября 1942)                                          |
| 55 | танкист | Кожемячко Андрей Ефимович старший лейтенант (род. 1906)                               | 19-й танковый полк 10-й танковой дивизии 15-го механизированного корпуса                                                           | 15     | КВ-1                      | Из них 8 танков в одном бою за город Бердичев 11 июля 1941 года, а также 1 танк захвачен. Экипаж: Т. И. Точин, И. Н. Жабин, Киселёв, Гришин, Верховский. Представлен к званию Героя Советского Союза. Орден Красного Знамени (11 января 1942).    |
| 56 | танкист | Найдин Григорий Николаевич сержант (18.11.1917 — 10.12.1977)                          | 5-я танковая дивизия, 103-й отдельный танковый батальон                                                                            | 15     | БТ-7                      | Из них 12 - из засады и ещё 3 в этот же день 25 июня 1941 года. Также 10 орудий. Герой Советского Союза (3 июня 1944) |
| 57 | танкист | Нуртынов сержант                                                                      | | 15     | СУ-122                    | Включая БТР. Также 20 орудий и миномётов. Командир расчёта САУ. Экипаж: механик-водитель рядовой Корнев, заряжающий рядовой Асланян. |

#### 10—14 побед
| №  | Фото    | Фамилия Имя Отчество воинское звание годы жизни                                      | Формирование | Победы      | Типы танков                | Обстоятельства подвигов и награда |
| -- | ------- | ------------------------------------------------------------------------------------ | --- | ----------- | -------------------------- | --- |
| 58 | танкист | Воробьёв Пётр Петрович старший лейтенант (28.10.1920 — 28.10.1941)                   | 4-я танковая бригада | 14          | Т-34-76                    | Также 3 бронетранспортёра. За первые четыре месяца войны. Орден Ленина (11 января 1942, посмертно). |
| 59 | танкист | Кретов Николай Фёдорович лейтенант (28.8.1909 — 7.9.1942)                            | 23-я танковая бригада | 14          | Т-34-76                    | С 18 по 27 ноября 1941 года. Также 9 миномётов и 3 орудия. Герой Советского Союза (12 апреля 1942) |
| 60 | танкист | Мартехов Василий Фёдорович гвардии старший лейтенант (1.4.1917 — 12.7.1943)          | 121-я танковая бригада, 27-я гвардейская танковая бригада | 14          |                            | Также 22 орудия, 19 миномётов, 16 автомашин, 7 пулемётных точек и свыше 800 солдат и офицеров противника. Герой Советского Союза (26 октября 1943) |
| 61 | танкист | Потеев Николай Павлович лейтенант (16.5.1919 — 27.9.1972)                            | 117-я танковая бригада | 14          | Т-34-76 Т-34-85            | Из два — самоходных орудия. С 1944 по 1945 год. Герой Советского Союза (24 марта 1945) |
| 62 | танкист | Шендриков Николай Степанович гвардии младший лейтенант (14.12.1921 — 29.4.1945)      | 53-я гвардейская танковая бригада | 14          |                            | С августа 1941 по 29 апреля 1945. Герой Советского Союза (27 июня 1945, посмертно) |
| 63 |         | Луговой Григорий Михайлович, гвардии лейтенант (1919 — 28.10.1941)                   | 15-я танковая дивизия, 4-я отдельная танковая бригада, 1-я гвардейская танковая бригада                                                                          | 13          | Т-34-76                    | В одном бою 21 октября 1941 года. Также 4 миномёта и 2 батареи зенитных орудий. Орден Ленина, зачислен посмертно в списки личного состава частей и подразделений 1-й гвардейской танковой бригады.                                                                          |
| 64 | танкист | Махонин Николай Васильевич гвардии капитан (род. 1915)                               | 117-й танковый батальон 58-й танковой бригады, 53-я гвардейская танковая бригада                                                                                 | 13          | Т-34                       | 3 танка в бою 20 мая 1942 за деревню Терновая и 10 танков в боях за Сталинград. Также 11 орудий. Механик-водитель — сержант М. Ермоленко. Орден Ленина (26 сентября 1942)                                                                                                   |
| 65 |         | Хохряков Семён Васильевич гвардии майор (31.12.1915 — 17.4.1945)                     | 88-я танковая бригада, 54-я гвардейская танковая бригада | 13          |                            | Из них 6 САУ. Также 9 орудий и миномётов и 5 автомашин. Дважды Герой Советского Союза (24 мая 1944 и 10 апреля 1945) |
| 66 | танкист | Бессарабов Георгий Иванович гвардии лейтенант (1912 — 29.12.1943)                    | 4-я отдельная танковая бригада, 1-я гвардейская танковая бригада                                                                                                 | 12          | Т-34-76 КВ-1               | В том числе 4 тяжёлых танка «Тигр». Также не менее 1 бронемашины и 5 орудий. Представлен к званию Героя Советского Союза, но награждён орденом Ленина (10 января 1944) |
| 67 | танкист | Духов Алексей Михайлович гвардии капитан (27.3.1921 — 29.12.1984)                    | 1-я гвардейская танковая бригада | 12          | Т-34-76 Т-34-85            | Из них 2 тяжёлых танка «Тигр», за период с 6 июля 1943 по 20 марта 1945 года. Герой Советского Союза (27 февраля 1945) |
| 68 | танкист | Колесников Владимир Алексеевич лейтенант (13.9.1924 — 28.9.2003)                     | 958-й лёгкий самоходно-артиллерийский полк | 12          | СУ-76                      | В бою 16 августа 1944 года. Из них 2 штурмовых орудия. Герой Советского Союза (24 марта 1945) |
| 69 | танкист | Фень Александр Фёдорович генерал-майор (1.12.1923 — 21.12.2017)                      | 84-я отдельная танковая бригада, 31-я танковая бригада | 12          | Т-70                       | Из них 3 танка, 2 орудия, за 1,5 мес. Орден Александра Невского (21.02.1945) |
| 70 | танкист | Байда, Кирилл Иванович старший лейтенант (1915 — 31.7.1944)                          | 93-я танковая бригада | 11          | Т-34-85                    | За 20-21 июля 1944 года в боях за Львов. Орден Отечественной войны I степени |
| 71 | танкист | Богацкий Егор Петрович гвардии капитан (23.4.1917 — 1.2.1996)                        | 109-я танковая бригада, 48-я гвардейская танковая бригада | 11          | Т-34-76 Т-34-85            | За период с ноября 1942 по 9 мая 1945. Герой Советского Союза (31 мая 1945) |
| 72 | танкист | Борисов Иван Фёдорович гвардии младший лейтенант (28.8.1924 — 27.5.1994)             | 36-я гвардейская танковая бригада 4-го гвардейского механизированного корпуса 7-й гвардейской армии                                                              | 11          | Т-34-85                    | В боях 17—19 февраля и 24 февраля 1945. Также 5 БТР. Герой Советского Союза (28 апреля 1945) |
| 73 | танкист | Владимиров Михаил Николаевич лейтенант (1.8.1917 — 12.9.1997)                        | 958-й лёгкий самоходно-артиллерийский полк | 11          | СУ-76                      | За период май 1944 — апрель 1945. Герой Советского Союза (24 марта 1945) |
| 74 |         | Гниломёдов Иван Андреевич старший лейтенант (24.9.1919 — 21.10.1987)                 | 65-я танковая бригада 11-го танкового корпуса 1-й гвардейской танковой армии                                                                                     | 14          | Т-34-85                    | Также 3 противотанковых орудия, 125 солдат и офицеров противника. Герой Советского Союза (31 мая 1945). |
| 75 | танкист | Гончаренко Николай Куприянович лейтенант (13.11.1918 — 6.11.1943)                    | 1894-й самоходно-артиллерийский полк | 11          |                            | За период ноябрь-декабрь 1943. Герой Советского Союза (17 ноября 1943, посмертно) |
| 76 | танкист | Депутатов Иван Степанович подполковник (26.11.1922 — 24.7.1999)                      | 36-я гвардейская танковая бригада | 11          | Т-34-76                    | В том числе 2 штурмовых орудия. Также 3 БТР. Герой Советского Союза (28 апреля 1945) |
| 77 | танкист | Еськов Дмитрий Павлович капитан (10.6.1922 — 2000)                                   | 49-я отдельная танковая бригада, 438-й отдельный танковый батальон 49-й армии, 34-я отдельная танковая бригада, 13-й отдельный гвардейский танковый полк прорыва | 11          | Т-34-76, КВ-1              | Также 17 орудий. Два ордена Красного Знамени (26 апреля 1942, 1943). |
| 78 |         | Калинёнок Марат Александрович лейтенант (род. 21.07.1925)                            | 89-я танковая бригада 1-го танкового корпуса | 11          | Т-34-85                    | Также 7 орудий и 12 пулемётных точек. За период июнь 1944 - май 1945. Орден Отечественной войны II степени (5 марта 1945) |
| 79 |         | Кульдин Иван Петрович гвардии старший лейтенант (1918 — 24.03.1944)                  | 4-я отдельная танковая бригада, 1-я гвардейская танковая бригада                                                                                                 | 11          | БТ-7 Т-34-76 КВ-1          | За период 1941—1944. Посмертно представлялся к званию Героя Советского Союза, награждён орденом Ленина (7 июня 1942). |
| 80 | танкист | Молчанов Пётр Семёнович, гвардии старший сержант (род. 1917)                         | 4-я отдельная танковая бригада, 1-я гвардейская танковая бригада                                                                                                 | 11          | Т-34-76 КВ-1               | За 3 дня боёв в октябре 1941 года под Мценском. Также 13 ПТО, 10 пулемётных гнёзд и несколько миномётов. Механик-водитель — Панов, командир орудия — Махараблидзе. Представлен к званию Героя Советского Союза, но награждён орденом Ленина (17 февраля 1942).              |
| 81 | танкист | Павлов Сергей Михайлович капитан (29.09.1920 — 19.11.2004)                           | 10-я танковая дивизия (СССР), 133-я отдельная тяжёлая танковая бригада                                                                                           | 11          | Т-35 Т-34-76 КВ-1          | За период с 9 августа по 4 сентября 1942 года в боях за Сталинград. Также 4 орудия, 3 тягача и 3 автомашины. Герой Советского Союза (8 февраля 1943) |
| 82 |         | Рахметов Жумаш Рахметович, старший лейтенант (1919 — 23.12.1942)                     | 4-я отдельная танковая бригада, 1-я гвардейская танковая бригада                                                                                                 | 11          | КВ-1                       | За 3 дня боёв в октябре 1941 года под Мценском. Посмертно представлен к званию Героя Советского Союза,, но награждён орденом Отечественной войны I степени (8 февраля 1944)                                                                                                 |
| 83 | танкист | Ярошевский Владимир Иванович капитан (род. 11.07.1920)                               | 59-й отдельный танковый полк 60-й армии | 11          |                            | Из них — 1 танк Пантера, 3 танка T‑IV 1 САУ Фердинанд. орден Александра Невского (19 ноября 1943) орден Красного Знамени (18 февраля 1944) |
| 84 | танкист | Степанов Константин Иванович младший лейтенант (1.6.1922 — 13.3.1999)                | 233-я танковая бригада 5-го механизированного корпуса 6-й танковой армии                                                                                         | более 10    |                            | Также не менее 7 ПТО и 12 автомашин. Герой Советского Союза (24 марта 1945) |
| 85 | танкист | Воронин Павел Мартынович гвардии старшина (14.12.1918 — 23.8.2003)                   | 18-й гвардейский танковый полк 1-й гвардейской механизированной бригады                                                                                          | 10          | Т-34 М4-А2                 | В боях под Будапештом в январе и Веной в апреле 1945 года. Герой Советского Союза (29 июня 1945) |
| 86 | танкист | Иовлев Владимир Александрович капитан (13.1.1920 — 18.10.1944)                       | 250-й гвардейский танковый полк 13-й гвардейской конной дивизии 6-го гвардейского кавалерийского корпуса                                                         | 10          |                            | За период 8—18 октября 1944 года в районе г. Дебрецен. Также 6 орудий, 6 БТР и 4 зенитных орудия. Герой Советского Союза (28 апреля 1945, посмертно) |
| 87 | танкист | Карпенко Николай Григорьевич гвардии лейтенант (20.04.1914 — 14.07.1944)             | 106-я танковая бригада 12-го танкового корпуса, 53-я гвардейская танковая бригада 6-го гвардейского танкового корпуса                                            | 10          | Т-34-76 Т-34-85            | Также 3 БТР, много орудий. Последний танк подорвал гранатой. Герой Советского Союза (24 мая 1944) |
| 88 | танкист | Клименко Николай Сергеевич гвардии майор гвардии лейтенант (17.12.1914 — 20.05.2004) | 138-й отдельный танковый батальон, 2-я гвардейская танковая бригада, 51-я гвардейская танковая бригада                                                           | не менее 10 | Т-34-76 Т-34-85            | Герой Советского Союза (27 июня 1945) |
| 89 | танкист | Лобанов Андрей Григорьевич старший лейтенант (21.8.1914 — 28.06.1942)                | 170-я танковая бригада | 10          |                            | В одном бою 28 июня 1942 года. Герой Советского Союза (4 февраля 1943, посмертно) |
| 90 | танкист | Нагуманов Дайлягай Сираевич гвардии лейтенант (6.10.1922 — 12.10.1944)               | 166-й отдельный инженерный танковый полк 2-й штурмовой инженерно-сапёрной бригады                                                                                | около 10    |                            | Последний танк уничтожил тараном, но и сам погиб. Герой Советского Союза (24 марта 1945, посмертно) |
| 91 | танкист | Наумов Кондратий Иванович гвардии капитан (4.10.1918 — 12.09.1944)                   | 183-я танковая бригада, 15-я гвардейская танковая бригада | не менее 10 | «Матильда» Т-34-76 Т-34-85 | Из них — 5 САУ. Также захвачено 4 САУ, уничтожена колонна из 20-30 автомашин, много орудий. Герой Советского Союза (22 августа 1944) |
| 92 |         | Савинов Пётр Иванович гвардии капитан (30.6.1919 — 4.3.1944)                         | 69-я механизированная бригада, 9-й механизированный корпус, 53-й танковый полк                                                                                   | 10          | Шерман Т-34-76 СУ-85       | В ходе трёх рейдов по тылам противника уничтожил: 6 танков (Т-4, «Пантеру» и 4 «Тигра») и 3 самоходных орудия. Дважды представлялся к званию Герой Советского Союза, но награждён Орденом Кутузова III степени (3 марта 1944) и Орденом Красного Знамени (19 февраля 1944). |
| 93 | танкист | Санковский Алексей Фёдорович гвардии майор (род. 1908)                               | 1541-й тяжёлый самоходный артиллерийский полк 1-го гвардейского танкового корпуса 2-й танковой армии                                                             | 10          | СУ-152                     | В одном бою в июле 1943 года. Два ордена Красного Знамени (19 августа 1943, 20 сентября 1943) |
| 94 | танкист | Селедцов Иван Федосеевич старший лейтенант (23.06.1914 — 22.06.1942)                 | 156-я танковая бригада | 10          |                            | Из них 2 штурмовых орудия. Также 6 орудий, 2 дзота и 20 автомашин. Герой Советского Союза (24 февраля 1942, посмертно) |
| 95 | танкист | Соколов Юрий Сергеевич гвардии лейтенант (21.06.1923 — 04.01.1989)                   | 45-я гвардейская танковая бригада 11-го гвардейского танкового корпуса 1-й гвардейской танковой армии                                                            | 10          | Т-34-76                    | Из них 1 танк и 9 штурмовых орудий. Также 3 БТР, 2 дзота, не менее 2 ПТО. Герой Советского Союза (24 апреля 1944) |
| 96 | танкист | Сотниченко Михаил Иванович старший лейтенант (3.07.1921 — 1990)                      | 584-й танковый батальон 3-й танковой бригады 23-го танкового корпуса                                                                                             | 10          |                            | Из них 7 штурмовых орудий. Герой Советского Союза (3 июня 1944) |

#### 5—9 побед

##### 9
| №   | Фото    | Фамилия Имя Отчество воинское звание годы жизни                          | Формирование                                                                 | Победы                   | Типы танков | Обстоятельства подвигов и награда |
| --- | ------- | ------------------------------------------------------------------------ | ---------------------------------------------------------------------------- | ------------------------ | ----------- | --- |
| 97  | танкист | Григорьев Иван Яковлевич старшина (1916 — 20.2.1945)                     | 8-й гвардейский танковый полк 19-го танкового корпуса                        | 9                        |             | Также одно штурмовое орудие. Герой Советского Союза (посмертно, 24 марта 1945) |
| 98  |         | Кадученко Иосиф Андриянович капитан (31.10.1906 — 13.3.1988)             | 115-й танковый полк 57-й танковой дивизии                                    | 9                        |             | В боях в июле 1941 года под Оршей. Герой Советского Союза (22 июля 1941) |
| 99  | танкист | Кукарин Александр Матвеевич старший лейтенант (1915 — 21.1.1943)         | 4-я танковая бригада, 1-я танковая бригада, 220-я отдельная танковая бригада | 9                        | Т-34-76     | В одном бою. Наводчик — старший сержант Иван Любушкин. Орден Красного Знамени |
| 100 | танкист | Ляхов Пётр Тимофеевич гвардии старший лейтенант                          | 57-й гвардейский отдельный танковый полк                                     | 9                        | ИС-2        | В одном бою в августе 1944 года на Сандомирском плацдарме. Орден Красной Звезды, нереализованное представление к званию Героя Советского Союза. |
| 101 | танкист | Самойленко Георгий Фёдорович гвардии лейтенант (14.12.1922 — 13.01.1993) | 1821-й лёгкий самоходно-артиллерийский полк                                  | не менее 9               | СУ-100      | В период с 06.04.1945 по 26.04.1945 в боях за город Вена уничтожено 7 танков противника (при этом батарея под командованием Самойленко Г. Ф. уничтожила всего 12 танков и 15 орудий), затем в горах уничтожены 1 танк, 1 самоходное орудие и 1 бронемашина. Орден Красного Знамени, нереализованное представление к ордену Ленина. |
| 102 | танкист | Татаринов Леонид Михайлович гвардии лейтенант (15.8.1923 — 23.7.1943)    | 24-я гвардейская танковая бригада                                            | 9                        | Т-34        | За период 13-23 июля 1943. Герой Советского Союза (посмертно, 22 февраля 1944) |
| 103 |         | Ушаков Александр Кириллович гвардии старшина (24.02.1920 — 30.10.1992)   | 1-й гвардейский самоходный артиллерийский полк                               | 9                        | СУ-85       | В боях 9-21 марта 1944 года под городом Скалат. Герой Советского Союза (24 мая 1944) |
| 104 | танкист | Червов Павел Иванович гвардии политрук (род. 1918)                       | 6-я гвардейская танковая бригада «а»                                         | 9 (по другим данным — 6) | КВ-1        | За период 12-14 августа 1942. Орден Красного Знамени (20 сентября 1942) |
| 105 | танкист | Черных Валентин Филиппович гвардии лейтенант (род. 1917)                 | 24-я гвардейская танковая бригада                                            | 9                        | Т-34-76     | В боях в июле 1943 года. Орден Красной Звезды (18 июля 1943) |

##### 8
| №   | Фото    | Фамилия Имя Отчество воинское звание годы жизни    | Формирование                                                                                              | Победы                    | Типы танков      | Обстоятельства подвигов и награда |
| --- | ------- | -------------------------------------------------- | --- | ------------------------- | ---------------- | --- |
| 106 | танкист | Босов Алексей Петрович капитан                     | автоброневой батальон 8-й мотоброневой бригады 1-й армейской группы                                       | 8 (по другим данным — 11) | КВ-1             | В одном бою 18 ноября 1941 года. Также 1 самолёт (тараном на аэродроме) (18 ноября 1941) и не менее 10 орудий (23 августа 1939). Всего совершил 4 тарана. Герой Советского Союза (17 ноября 1939) |
| 107 | танкист | Василенко Иван Семёнович гвардии лейтенант         | 57-й отдельный гвардейский тяжёлый танковый полк                                                          | 8                         | ИС-2             | Из них 2 тяжёлых танка «Тигр», 5 «Пантер» и один Т-3. В одном бою 21 августа 1944 года на Сандомирском плацдарме. Орден Отечественной войны I степени (2 сентября 1944) |
| 108 | танкист | Данков Фёдор Трофимович капитан                    | 107-я танковая бригада                                                                                    | 8                         | БТ-5, Т-34-76    | Из них четыре тяжёлых танка «Тигр». В боях под Уманью в начале марта 1944 года. Герой Советского Союза (13 сентября 1944, посмертно) |
| 109 | танкист | Жабин Иван Сергеевич лейтенант                     | 1-й тяжело-танковый батальон 19-го танкового полка 10-й танковой дивизии                                  | 8                         | КВ-1             | В одном бою 1941 года. Также 1 танк захвачен и уничтожено много автомашин. Командир танка — А. Е. Кожемячко, наводчик — Т. И. Точин. |
| 110 | танкист | Лабуз Павел Иванович гвардии старший лейтенант     | 2-й батальон 61-й гвардейской танковой бригады 10-го гвардейского танкового корпуса 4-й танковой армии    | 8                         | Т-34-85          | Из них 2 САУ. Также 3 БТР. В одном бою 31 января 1945 года. Герой Советского Союза (10 апреля 1945) |
| 111 |         | Лубянецкий Иван Федосеевич старший лейтенант       | 115-я танковая бригада                                                                                    | 8                         |                  | В период с 16 по 23 декабря 1942 года в Воронежской области. Герой Советского Союза (31 марта 1943, посмертно) |
| 112 |         | Луппов Евгений Алексеевич гвардии капитан          | 20-я тяжёлая танковая бригада 7-й армии, 4-я отдельная танковая бригада, 1-я гвардейская танковая бригада | 8                         | Т-28, Т-34-76    | Также 5 миномётов и 2 ПТО. Герой Советского Союза (15 января 1940) |
| 113 | танкист | Прованов Григорий Васильевич подполковник          | 69-я танковая бригада 4-го танкового корпуса                                                              | 8                         |                  | За период с 19 ноября по 4 декабря 1942 года. Также 12 ПТО, 6 миномётов, 25 пулемётных точек и 350 автомашин. Герой Советского Союза (4 февраля 1943, посмертно) |
| 114 | танкист | Сергеев, Фёдор лейтенант                           | 1-я танковая дивизия                                                                                      | 8                         | КВ-1             | В одном бою 20 августа 1941. Командир роты — старший лейтенант З. Г. Колобанов. |
| 115 | танкист | Токарев Василий Иванович гвардии старший лейтенант | 52-я гвардейская танковая бригада 6-го гвардейского танкового корпуса                                     | 8                         | Т-34-85          | В одном бою 13 августа 1944. Включая тяжёлые танки «Тигр», «Пантера» и «Королевский тигр». Наводчик — старший сержант Г. П. Комарычев, заряжающий — Т. Джапаридзе. В паре с С. М. Крайновым всего уничтожили 14 танков. Орден Красной Звезды, Орден Отечественной войны II степени (16 декабря 1943) |
| 116 | танкист | Фадин Александр Михайлович гвардии полковник       | 22-я гвардейская танковая бригада                                                                         | 8                         | Т-34-76, Т-34-85 | За период с 5 ноября 1943 по 9 мая 1945 года. Из них один тяжёлый танк «Тигр» и одна САУ «Фердинанд». Также один самолёт. Герой Российской Федерации (6 сентября 1996) |
| 117 | танкист | Фокин Григорий Николаевич гвардии подполковник     | 6-я танковая бригада, 2-я гвардейская механизированная бригада                                            | 8                         | КВ-1             | За 14-18 мая 1942 года. Герой Советского Союза (5 ноября 1942) |
| 118 | танкист | Шпиллер Иосиф Борисович капитан                    | 1-я танковая дивизия, 220-я танковая бригада                                                              | 8                         | КВ-1             | В двух боях 20 августа и 14 сентября 1941 года. Орден Красного Знамени (20 декабря 1941) |

##### 7
| Фамилия, Имя, Отчество, воинское звание                          | Формирование                                                                                         | Победы личные (танки и САУ) | Типы танков                            | Примечания |
| ---------------------------------------------------------------- | --- | --------------------------- | -------------------------------------- | --- |
| Аксёнов, Александр Степанович, подполковник                      | 183-я танковая бригада 10-го танкового корпуса                                                       | 7                           | КВ, Т-34-76                            | Участник сражения под Прохоровкой. Орден Отечественной войны I степени (31.12.1943) |
| Антонов, старший сержант                                         | 4-я отдельная танковая бригада                                                                       | 7                           | Т-34                                   | Также 2 ПТО. В одном бою 6 октября 1941. Всего в этом бою взвод под командованием лейтенанта Д. Ф. Лавриненко уничтожил 15 танков противника. |
| Антонов, Михаил Моисеевич, старший лейтенант                     | 231-й отдельный танковый полк 63-й армии                                                             | 7                           | Т-34-76                                | Из них 2 САУ, также 5 орудий — за период с 14 июля по 4 августа 1943. Герой Советского Союза (27 августа 1943, посмертно) |
| Аристов, Александр Михайлович гвардии старшина (1918-31.12.1943) | 4-я отдельная танковая бригада, 1-я гвардейская танковая бригада                                     | 7                           | КВ-1, Т-34-76                          | Также 17 ПТО. Механик-водитель, помощник командира роты по техчасти. Орден Отечественной войны II степени (27 июня 1943) |
| Бабков, А. П., младший лейтенант                                 | | 7                           | Т-34                                   | В одном бою (из танковой засады). Из них 1 САУ. Также большое количество уничтоженной гусеницами техники и живой силы противника и несколько захваченных эшелонов с имуществом. Наводчик — Жук А. Д. |
| Богатырёв, Василий Васильевич, гвардии лейтенант                 | 38-й отдельный танковый полк, 364-й гвардейский тяжёлый самоходный артиллерийский полк               | 7                           | Т-34-76, ИСУ-122                       | За период с марта 1944 по 3 апреля 1945. Из них 3 САУ. Герой Советского Союза (15 мая 1946, посмертно) |
| Веденеев, М. И., старший лейтенант                               | 5-я танковая дивизия                                                                                 | 7                           | КВ-1                                   | Также 4 орудия. За июнь-июль 1941 года. |
| Гаганов, Алексей Георгиевич, капитан                             | 23-я танковая бригада                                                                                | 7                           |                                        | Из них 5 САУ. Герой Советского Союза (31 мая 1945) |
| Гальперн, Владимир Иванович, старший лейтенант                   | 30-й гвардейский тяжёлый танковый полк                                                               | 7                           |                                        | Включая один тяжёлый танк «Тигр» и одно штурмовое орудие «Фердинанд». Также 2 самолёта и железнодорожный состав. Герой Советского Союза (24 марта 1945, посмертно) |
| Гладков, Борис Васильевич, младший лейтенант                     | 21-я гвардейская танковая бригада                                                                    | 7                           |                                        | В конце августа 1944 года. Из них — 6 САУ. Герой Советского Союза (24 марта 1945) |
| Голуб, Иван Платонович, младший лейтенант                        | 13-я гвардейская танковая бригада                                                                    | 7                           | Т-34-85                                | Включая тяжёлые танки «Тигр» и «Пантера». Также несколько орудий и автомашин. Герой Советского Союза (24 мая 1944, посмертно) |
| Горобец, Степан Христофорович, младший лейтенант                 | 21-я танковая бригада 30-й армии                                                                     | 7                           | Т-34-57 № 3 (с танковым орудием ЗИС-4) | Из них в бою 17 октября 1941 года 1 Т-3 уничтожен тараном, также несколько уничтоженных мотоциклов, ПТО, около 20 автомашин. Механик-водитель — Ф. И. Литовченко, башнер — Г. И. Коломиец, стрелок-радист — И. И. Пастушин. Герой Советского Союза (5 мая 1942, посмертно)                                                                           |
| Данилов, Алексей Степанович, гвардии капитан                     | 3-й гвардейский механизированный корпус 47-й армии                                                   | 7                           | Т-34-76                                | В одном бою 24 сентября 1943. Герой Советского Союза (25 октября 1943) |
| Жужукин, Иван Фёдорович, гвардии младший лейтенант               | 28-й гвардейский отдельный тяжёлый танковый полк                                                     | 7                           | ИС-1                                   | В боях 13-15 января 1943 года. Из них — 6 тяжёлых танков типа «Тигр». Герой Советского Союза (25 октября 1943) |
| Жуков, Николай Григорьевич, гвардии полковник                    | 61-я гвардейская танковая бригада                                                                    | 7                           | Т-34                                   | В бою 13 января 1945 года у населённого пункта Лисув (Польша). Орден Отечественной войны I степени (14 апреля 1945) |
| Кретов, Александр Фёдорович политрук (1918 — 19.01.1942)         | 14-я танковая бригада                                                                                | 7                           |                                        | В боях 1—19 января 1942 года. Из них — 5 средних и 1 тяжёлый танк. Герой Советского Союза (27 марта 1942, посмертно) |
| Курлянд, Авраам Петрович, гвардии младший лейтенант              | 8-я танковая бригада, 3-я гвардейская танковая бригада                                               | 7                           | Т-34-76                                | В одном бою в феврале 1942 года (из танковой засады). Орден Красного Знамени (27 апреля 1942) |
| Лященко, Константин Иванович, младший лейтенант                  | 18-я танковая бригада                                                                                | 7                           | Т-34                                   | В одном бою. Орден Ленина (3 ноября 1941) |
| Махров, Алексей Григорьевич, подполковник                        | 181-я танковая бригада                                                                               | 7                           |                                        | В течение октября 1943 года. Из них — 4 САУ. Герой Советского Союза (10 марта 1944) |
| Милюков, Александр Иванович, гвардии младший лейтенант           | 53-я гвардейская танковая бригада 6-го гвардейского танкового корпуса 3-й гвардейской танковой армии | 7                           | КВ-1, Т-34-76, Т-34-85                 | Из них 6 тяжёлых танков «Тигр» и 1 «Пантера». Также несколько орудий. Герой Советского Союза (27 июня 1945) |
| Павкин, Александр Яковлевич, лейтенант                           | 75-й отдельный танковый батальон                                                                     | 7                           | M3 Stuart                              | В одном бою 11 сентября 1942 года на северо-восточной окраине Малгобека. Всего в этом бою два танка разведвзвода А. Я. Павкина уничтожили 11 из 16 танков противника, двигавшихся в колонне. Вторая немецкая колонна из 40 танков была остановлена совместно с 52-й танковой бригадой и потеряла ещё свыше 20 танков. Орден Ленина (14 октября 1942) |
| Паршин, Виктор Степанович, лейтенант                             | 42-я танковая дивизия, 32-я танковая бригада                                                         | 7                           | Т-26, КВ-1, Т-34-76                    | Из них три тяжёлых танка «Тигр». В одном бою 12 августа 1943 года за железную дорогу Харьков-Сумы южнее города Золочев. Герой Советского Союза (15 января 1944, посмертно) |
| Ревков, Иван Иванович, гвардии лейтенант                         | 22-й гвардейский отдельный танковый полк 51-й армии                                                  | 7                           | Т-34-76                                | За 9-12 мая 1944. Герой Советского Союза (24 марта 1945) |
| Шкирянский, Ривен Волкович, лейтенант род. 1915                  | 178-я танковая бригада 10-го танкового корпуса                                                       | 7                           | КВ-1                                   | За период 12-16 августа 1942 года, в том числе из засады у деревни Белый Верх. Заряжающий — рядовой Я. М. Перламут. Орден Отечественной войны I степени (22 января 1943) |
| Щербаков, Василий Самуилович, старший лейтенант                  | 110-я танковая бригада                                                                               | 7                           |                                        | Из них 4 «Пантеры» в одном бою за 10 минут Герой Советского Союза (24 марта 1945) |

##### 6
| Фамилия, Имя, Отчество, воинское звание                    | Формирование | Победы личные (танки и САУ) | Типы танков   | Примечания |
| ---------------------------------------------------------- | --- | --------------------------- | ------------- | --- |
| Ерохин, Алексей Фёдорович, лейтенант                       | 129-я отдельная танковая бригада | не менее 6                  | Т-34-76       | Из них 6 САУ «Фердинанд» за два дня боёв 7-8 июля 1943 года. |
| Адушкин, Иван Прокофьевич, гвардии капитан                 | 64-я гвардейская танковая бригада 1-й танковой армии | 6                           | БТ-7, Т-34-85 | Из них 1 «Тигр» и 1 САУ. Также 17 машин и 1 самолёт (из пушки) Герой Советского Союза (26 апреля 1944) |
| Андронов, Валентин Васильевич, сержант                     | 143-й танковый полк 143-й танковой бригады 30-й армии | 6                           |               | В одном бою в ноябре 1941 года. Также 2 ПТО. Орден Красной Звезды (13 января 1942) |
| Блинов, Никита Павлович, гвардии старший лейтенант         | 6-я гвардейская танковая бригада 38-й армии | 6                           |               | Также 8 орудий и несколько миномётных батарей. Герой Советского Союза (5 ноября 1942, посмертно) |
| Богатырёв, Харун Умарович, гвардии полковник               | 97-я танковая бригада 12-го танкового корпуса, 52-я гвардейская танковая бригада 6-го гвардейского танкового корпуса, 51-я гвардейская танковая бригада 6-го гвардейского танкового корпуса | 6                           | Т-34-85       | Включая тяжёлые танки «Тигр» и «Пантера». Был ранен 16 раз, 7 раз горел в танках. Герой Советского Союза (17 ноября 1943) |
| Дашинский                                                  | | 6                           | КВ-1          | В одном бою 3 октября 1942. Также 18 орудий и 6 миномётов. |
| Евдокименко, Максим Иванович, лейтенант                    | 1-я танковая дивизия | 6 (в других источниках — 5) | КВ-1          | В одном бою 20 августа 1941. Командир роты — старший лейтенант З. Г. Колобанов. Орден Красной Звезды (24 марта 1942) |
| Ермолаев, Василий Антонович, гвардии младший лейтенант     | 12-я гвардейская танковая бригада 4-го гвардейского танкового корпуса 60-й армии | 6                           | Т-34-76       | В одном бою 7 декабря 1943. Последний танк уничтожил тараном, но и сам погиб. Механик-водитель — сержант А. Тимофеев, заряжающий — рядовой Сорокин. Герой Советского Союза (25 августа 1944, посмертно) |
| Зусмановский, Зиновий Абрамович, гвардии младший лейтенант | 372-й гвардейский самоходно-артиллерийский полк | 6                           | СУ-76М        | Из них 2 танка «Тигр» и 4 «Пантеры». За три дня боёв в апреле 1945 года. Нереализованное представление к званию Героя Советского Союза. |
| Капотов, Николай Петрович, гвардии сержант                 | 15-я танковая дивизия, 4-я отдельная танковая бригада, 1-я гвардейская танковая бригада | 6                           | Т-28, Т-34-76 | |
| Киселёв, Иван Александрович, старший лейтенант             | 65-я танковая бригада 11-го танкового корпуса | 6                           | Т-34-85       | В одном бою 17 января 1945. Также 8 бронетранспортёров и много орудий. Герой Советского Союза (27 февраля 1945) |
| Кондауров, Иван Александрович, гвардии старший сержант     | 62-я гвардейская танковая бригада 10-го гвардейского танкового корпуса | 6                           | Т-34-85       | За несколько дней в январе 1945. Включая 1 САУ. Также миномёт и батарею. Герой Советского Союза (10 апреля 1945) |
| Крайнов, Степан Матвеевич, гвардии младший лейтенант       | 52-я гвардейская танковая бригада 6-го гвардейского танкового корпуса | 6                           | Т-34-85       | В одном бою 13 августа 1944. Включая тяжёлые танки «Тигр», «Пантера» и «Королевский тигр». В паре с В. И. Токаревым всего уничтожили 14 танков. Герой Советского Союза (23 сентября 1944) |
| Миненко, Ион Николаевич, старший лейтенант                 | 20-й запасной полк 30-й армии | 6                           | Т-34-76       | В одном бою 21 ноября 1941 года. Орден Ленина (22 ноября 1941) |
| Нортенко, Василий Иванович, лейтенант                      | 65-й отдельный танковый полк 8-й гвардейской армии | 6                           | Т-34          | В одном бою в январе 1945 года. Герой Советского Союза (24 марта 1945) |
| Полянский, Илья Николаевич, младший лейтенант              | 4-я отдельная танковая бригада, 1-я гвардейская танковая бригада | 6                           | Т-34-76, КВ-1 | Из них 3 танка, а также 4 мотоцикла в одном бою 6 октября 1941. Всего в этом бою взвод под командованием лейтенанта Д. Ф. Лавриненко уничтожил 15 танков противника. |
| Пузыркин, Яков Афанасьевич, гвардии лейтенант              | 53-я гвардейская танковая бригада 6-го гвардейского танкового корпуса | 6                           | Т-34-85       | Из них 2 штурмовых орудия. Также 6 орудий. Герой Советского Союза (10 апреля 1945) |
| Сименчук, Николай,                                         | 4-я отдельная танковая бригада | 6                           |               | В одном бою. |
| Федотов, Михаил Алексеевич, старшина                       | 86-й отдельный гвардейский тяжёлый танковый полк | 6                           | Т-34-76, ИС-2 | За первые 2,5 месяца 1945 года. Герой Советского Союза (29 июня 1945) |
| Хусяйнов, Зякярий Сяфитович, старшина                      | 30-я кавалерийская дивизия 4-го гвардейского кавалерийского корпуса | 6                           |               | В одном бою. Герой Советского Союза (24 марта 1945) |
| Чучук, Дмитрий Яковлевич, лейтенант                        | 197-я танковая бригада 30-го танкового корпуса | 6                           | Т-34-76       | Из них 6 САУ «Фердинанд» в июле-сентябре 1943 года. Орден Красной Звезды (17 сентября 1943) |
| Шнейдерман, Михаил Ефимович, лейтенант                     | 7-я гвардейская кавалерийская дивизия | 6                           | Т-34-85       | В период с 30 января по 4 февраля 1945 года. Герой Советского Союза (27 июня 1945) |
| Оськин, Александр Петрович, гвардии младший лейтенант      | 53-я гвардейская танковая бригада 6-го гвардейского танкового корпуса | более 5                     | Т-34-85       | Из них 4 (3 уничтожены и 1 подбит) тяжёлых танков «Королевский тигр» — в одном бою 13 августа 1944 года. Командир орудия — Абубакир Мерхайдаров., механик-водитель — старший сержант Александр Стеценко, стрелок радист — Александр Грудинин и заряжающий — младший сержант Алексей Халычев. Герой Советского Союза (24 марта 1945) |

##### 5
| Фамилия, Имя, Отчество, воинское звание                                           | Формирование | Победы личные (танки и САУ) | Типы танков | Примечания |
| --------------------------------------------------------------------------------- | --- | --------------------------- | ----------- | --- |
| Алеевский, Алексей Ильич, лейтенант                                               | 28-й отдельный танковый полк 16-й гвардейской механизированной бригады 6-го гвардейского механизированного корпуса 4-й танковой армии | 5                           | Т-34        | Также 3 БТР, 4 зенитных орудия и миномётная батарея. Герой Советского Союза (10 апреля 1945, посмертно)                                                      |
| Андреев, Анатолий Михайлович, гвардии лейтенант                                   | 13-й гвардейский отдельный тяжёлый танковый полк 4-й гвардейской танковой армии                                                       | 5                           | КВ-1с       | Из них 4 — в одном бою в январе 1945. Также 1 БТР, 5 орудий, 5 автомашин. Герой Советского Союза (10 апреля 1945)                                            |
| Астахов, Василий Николаевич, гвардии младший лейтенант                            | 8-я танковая бригада, 3-я гвардейская танковая бригада                                                                                | 5                           | Т-34-76     | Из них 1 САУ в бою 24 сентября 1941, 3 танка в бою 15 октября 1941 (из танковой засады) и 1 танк в бою 5 ноября 1941. Орден Красного Знамени (7 ноября 1941) |
| Борискин, Пётр Никитович, капитан                                                 | 87-й отдельный танковый полк 7-й гвардейской кавалерийской дивизии                                                                    | 5                           |             | Из них 1 САУ, в январе 1945 года. Герой Советского Союза (27 июня 1945)                                                                                      |
| Брацюк, Николай Захарович, майор                                                  | 106-я танковая бригада | 5                           | Т-34-76     | За период с 19 по 23 июля 1943 года. Из них 3 штурмовых орудия. Герой Советского Союза (15 января 1944, посмертно)                                           |
| Джапаридзе, Тенгиз Иванович, лейтенант                                            | 52-я гвардейская танковая бригада | 5                           | Т-34-85     | За период 12-13 августа 1944 года. Из них 2 танка «Королевский Тигр». Герой Советского Союза (23 сентября 1944)                                              |
| Кричевцов, Константин Георгиевич, старшина                                        | 31-я дивизия лёгких танков 13-го механизированного корпуса 10-й армии                                                                 | 5                           |             | Из них 4 танка — в одном бою 22 июня 1941 года, а пятый танк — 26 июня 1941 года уничтожен танковым тараном. Также 2 БТР.                                    |
| Лобанов, Андрей Григорьевич, старший лейтенант                                    | 37-й танковый батальон 170-й танковой бригады 40-й армии                                                                              | 5                           | Т-34-76     | В одном бою 28 июня 1942 года. Также 2 орудия и несколько автомашин. Герой Советского Союза (4 февраля 1943, посмертно)                                      |
| Мартынов, Александр Максимович, лейтенант                                         | 16-й танковый полк 16-й танковой бригады 54-й армии                                                                                   | 5                           | КВ-1        | В одном бою 8 ноября 1941 года. Также захватил 3 танка. Герой Советского Союза (10 февраля 1943, посмертно)                                                  |
| Печников, Сергей Кузьмич, капитан                                                 | 1-я танковая дивизия, 61-я танковая бригада                                                                                           | 5                           |             | В боях 1-6 июля 1941 года. Экипаж: механик-водитель Сапрыко, башенный стрелок Бабаев. Орден Красного Знамени (24 марта 1942)                                 |
| Присягин, Николай Алексеевич, лейтенант                                           | 70-я механизированная бригада 9-го механизированного корпуса 3-й гвардейской танковой армии                                           | 5                           |             | Также 6 полевых орудий. Герой Советского Союза (27 июня 1945)                                                                                                |
| Решетников, Николай Михайлович, капитан                                           | 25-я танковая бригада | 5                           |             | Включая 1 САУ. Также 12 автомашин. Герой Советского Союза (24 марта 1945)                                                                                    |
| Росляков, Алексей Александрович, лейтенант                                        | 63-й танковый батальон 108-й танковой бригады 9-го танкового корпуса                                                                  | 5                           |             | С 28 октября по 1 ноября 1943 года. Герой Советского Союза (15 января 1944)                                                                                  |
| Снетков, Борис Васильевич, гвардии старший лейтенант (впоследствии генерал армии) | 9-й гвардейский самоходный артиллерийский полк, 395-й гвардейский тяжёлый самоходный артиллерийский полк                              | 5                           | СУ-152      | Из них два тяжёлых танка «Тигр» и одна САУ. орден Отечественной войны I степени (2 февраля 1944)                                                             |
| Стропин, лейтенант                                                                | | 5                           |             | В одном бою (из танковой засады) в начале декабря 1941 года.                                                                                                 |
| Фролов, Михаил Павлович, лейтенант                                                | 178-я танковая бригада 10-го танкового корпуса                                                                                        | 5                           | КВ-1        | Из них 3 тяжёлых танка «Тигр» и 2 средних T-3 в двухчасовом бою в 1943 году. Герой Советского Союза (10 января 1944)                                         |
| Хиценко, Иван Иванович, гвардии лейтенант                                         | 93-й гвардейский тяжёлый танковый полк 30-й отдельной гвардейской тяжёлой танковой бригады 2-й ударной армии                          | 5                           | ИС-2        | В одном бою 15 января 1945 года. В этом бою погиб. Герой Советского Союза (29 июня 1945, посмертно)                                                          |
| Ямалетдинов, Шагий Ямалетдинович, гвардии старшина                                | 41-я гвардейская танковая бригада 7-го механизированного корпуса                                                                      | 5                           | Т-34        | Также 8 орудий и 3 БТР. Герой Советского Союза (15 мая 1946)                                                                                                 |

### США
Российский сайт «Танковый фронт» сообщает, что по американским данным в годы Второй мировой войны не менее 35 американских танкистов одержали от одной и более побед в боях с немецкими танкистами. На 40 уничтоженных танков и штурмовых орудий претендует подполковник Крейтон Абрамс, будущий генерал, в честь которого назван танк M1 «Абрамс».
| № | Фото | Имя Фамилия воинское звание годы жизни                                       | Формирование              | Победы      | Типы танков                    | Обстоятельства подвигов и награда                                                                                               |
| - | ---- | ---------------------------------------------------------------------------- | ------------------------- | ----------- | ------------------------------ | --- |
| 1 |      | Лафайет Пул англ. Lafayette Pool, штаб-сержант (23.07.1919 — 30.05.1991)     | 3-я бронетанковая дивизия | не менее 12 | M4 «Sherman» «IN THE MOOD III» | Общее количество уничтоженной бронетехники и автомобилей — 258. Крест «За выдающиеся заслуги»                                   |
| 2 |      | Крейтон Абрамс англ. Creighton Abrams, подполковник (15.09.1914 — 4.09.1974) | 4-я бронетанковая дивизия | 6           | M4 «Sherman» «Thunderbolt VII» | По другим данным — на его счету не менее 40 побед. Два Креста «За выдающиеся заслуги». В его честь был назван танк M1 «Абрамс». |

### Канада
| № | Фото    | Имя Фамилия воинское звание годы жизни                                                       | Формирование | Победы | Типы танков     | Обстоятельства подвигов и награда |
| - | ------- | -------------------------------------------------------------------------------------------- | --- | ------ | --------------- | --- |
| 1 | танкист | Сидней Валпи Рэдли-Уолтерс англ. Sydney Valpy Radley-Walters, майор (11.1.1920 — 21.04.2015) | 27-й танковый полк (Шербрукский стрелковый полк) англ. 27th Army Tank Regiment (Sherbrooke Fusiliers Regiment), Батальон «А» 2-й танковой бригады (англ. A Squadron, 2nd Canadian Armoured Brigade) | 18     | Sherman Firefly | За период с августа 1944 по апрель 1945 года. Орден «За выдающиеся заслуги» |
| 2 | танкист | Г. К. Генри англ. G. K. Henry, лейтенант                                                     | 1-й гусарский полк (англ. 1st Hussars) | 5      | Sherman Firefly | В одном бою 9 июня 1944 года в Сен-Манвьё-Норре (Франция). Командир орудия — солдат А. Чапман (англ. trooper A. Chapman) дождался, пока атакующие «Пантеры» 12-й танковой дивизии СС «Гитлерюгенд» «выстроятся, как утки в ряд», и ему потребовалось всего 6 выстрелов с дистанции 1 км (с фланга). |

### Великобритания
Среди танкистов Великобритании Второй мировой войны широко известен сержант Дуглас Кей (англ. Douglas Kay, род. 1924), стрелок танка Sherman Firefly «Кэрол» (англ. «Carole»), принимавший участие в высадке союзников в Нормандии в 1944 году в составе 27-й бронетанковой бригады (англ. 27th Armoured Brigade). Его облик и номер танка используются производителями пластиковых моделей, а сам он принимает участие в выставках этих компаний.
| № | Фото    | Имя Фамилия воинское звание годы жизни                                       | Формирование | Победы                  | Типы танков                             | Обстоятельства подвигов и награда |
| - | ------- | ---------------------------------------------------------------------------- | --- | ----------------------- | --------------------------------------- | --- |
| 1 | танкист | Норман Плау, лейтенант англ. Norman Plough                                   | 2-й королевский танковый полк (англ. 2nd Royal Tank Regiment)                                                                                              | 20 (по др. данным — 17) | Матильда                                | Все 20 — итальянские средние танки Fiat M13/40 10-й армии. В одном бою 7 февраля 1941 года у Беда-Фоммы (Северная Африка). В составе экипажа: механик-водитель солдат Еlfred Hughes и командир орудия солдат «Topper» Brown. |
| 2 | танкист | Уилфред Харрис, сержант англ. Wilfred "Spit" Harris                          | 4/7-й гвардейский драгунский полк (англ. 4th/7th Dragoon Guards)                                                                                           | 5                       | Sherman Firefly                         | Все 5 — «Пантеры» танковой учебной дивизии были уничтожены с первого выстрела в одном бою 14 июня 1944 года у деревни Ленжевр, Франция (Операция «Перч»).                                                                    |
| 3 | танкист | Макмикинг, сержант англ. McMicking                                           | 2-й Королевский шотландский грейский полк Королевского бронетанкового корпуса (англ. The Royal Scots Greys, Royal Armoured Corps)                          | 4                       | Sherman Firefly                         | Из них 2 Pz Kpfw III и 2 Pz Kpfw IV за несколько минут в ходе начальной стадии десантной операции под Салерно. |
| 4 | танкист | Джо Экинс, солдат англ. Joseph William Ekins, trooper (15.7.1923 — 1.2.2012) | Батальон «А» 1-й добровольческой части Нортгемптоншира 33-й бронетанковой бригады (англ. A Squadron, 1st Northamptonshire Yeomanry, 33rd Armoured Brigade) | 3                       | Sherman Firefly «Carole» «Velikye Luki» | Все три — тяжёлые танки «Тигр». В течение 12 минут 8 августа 1944 года. Считается, что его выстрел уничтожил танк немецкого аса Михаэля Виттмана. Командир танка — сержант Гордон (англ. Gordon).                            |

### Франция
Во время скоротечной Французской кампании 1940 года, продолжавшейся менее двух месяцев, основными противниками немецких танкистов были средние танки «Сомуа S-35» и тяжёлые танки «B1bis», превосходившие наиболее совершённые на тот момент немецкие танки Pz Kpfw III и
Pz Kpfw IV как по бронированию, так и по возможностям орудия. Вероятно, самым результативным танковым асом первого периода Второй мировой войны является капитан Пьер Бийот (фр. фр. Pierre Billotte), уничтоживший в одном бою 13 немецких танков.
| № | Фото    | Имя Фамилия воинское звание годы жизни                               | Формирование                                                                                            | Победы | Типы танков             | Обстоятельства подвигов и награда                                                                               |
| - | ------- | -------------------------------------------------------------------- | --- | ------ | ----------------------- | --- |
| 1 |         | Пьер Бийот фр. Pierre Billotte, генерал (8.3.1906 — 29.6.1992)       | 41-й батальон боевых танков, 2-я бронетанковая дивизия, 10-я пехотная дивизия                           | 13     | B1bis «Eure»            | Из них 2 Pz Kpfw IV и 11 Pz Kpfw III. Также 2 ПТО. В одном бою 16 мая 1940 года. Орден Почётного легиона (1941) |
| 2 | танкист | Жан-Леонар Крокенбергер фр. Jean-Léonard Krokenberger, Второй мастер | Бронированный полк стрельцов морских (Régiment Blindé de Fusiliers Marins - 2nd French Armored Division | 9      | M10 Wolverine «Siroco»  | |
| 3 | танкист | Луи Латапье фр. Louis Latapie, младший лейтенант                     | 28-й батальон боевых танков                                                                             | 7      | B1bis «Sousse»          | В ходе сражения в Бельгии 15 мая 1940 года.                                                                     |
| 4 | танкист | Lыонс фр. Lyons , Второй мастер                                      | Бронированный полк стрельцов морских (Régiment Blindé de Fusiliers Marins - 2nd French Armored Division | 6      | M10 Wolverine «Mistral» | |

### Польша
| № | Фото    | Имя Фамилия воинское звание годы жизни                          | Формирование | Победы | Типы танков   | Обстоятельства подвигов и награда                                                                                            |
| - | ------- | --------------------------------------------------------------- | --- | ------ | ------------- | --- |
| 1 |         | Роман Эдмунд Орлик пол. Roman Edmund Orlik, сержант (1918—1982) | 71-й танковый батальон Велкопольской кавалерийской бригады пол. 71 Dywizjon Pancerny, Wielkopolska Brygada Kawalerii | 13     | TKS           | Из них 3 танка в бою 14 сентября 1939, 2 Pz Kpfw 35(t) и 1 Pz Kpfw IV в бою 18 сентября и 7 в бою 19 сентября. Крест Храбрых |
| 2 | танкист | Матеуш Лях пол. Mateusz Lach, подпоручик                        | 2-й танковый полк 1-й отдельной танковой бригады пол. 1 Warszawska Brygada Pancerna im. Bohaterów Westerplatte       | 12     | Т-34-76 № 217 | За период с 10 августа 1944 по 8 мая 1945 года.                                                                              |

### Чехословакия
1-я отдельная чехословацкая пехотная бригада вместе с танковым полком приняла боевое крещение 5 ноября 1943 года в боях под Киевом, затем танкисты 1-й чехословацкой танковой бригады участвовали в Карпатско-Дуклинской операции, Моравско-Остравской операции и в освобождении Праги.
| № | Фото    | Имя Фамилия воинское звание годы жизни                                     | Формирование                       | Победы | Типы танков                    | Обстоятельства подвигов и награда |
| - | ------- | -------------------------------------------------------------------------- | ---------------------------------- | ------ | ------------------------------ | --- |
| 1 | танкист | Вайда, Степан Николаевич чеш. Stěpan Vajda, поручик (17.1.1922 — 6.4.1945) | 1-я чехословацкая танковая бригада | 11     | Т-34-76 «Žižka», Т-34-85       | 11 танков и самоходок + 3 противотанковые пушки. Герой Советского Союза (10 августа 1945 г., посмертно).                                 |
| 2 | танкист | Иванцo, Ян чеш. Jan Ivanco, сержант ( — 6.3.2000)                          | 1-я чехословацкая танковая бригада | 6      | T-70, СУ-85, Т-34-85 «476»     | 6 танков и самоходок + 4 БТР. |
| 3 |         | Рудольф Ясиок чеш. Rudolf Jasiok, подпоручик (8.2.1919 — 30.9.1944)        | 1-я чехословацкая танковая бригада | 5      | Т-34-76 «Bachmač»              | За период с осени 1943 по сентябрь 1944. Из них один тяжёлый танк «Тигр» и одно штурмовое орудие. Герой ЧССР (6 октября 1969, посмертно) |
| 4 |         | Владимир Палчика чеш. Vladimír Palička, четарж (27.1.1923 — 14.12.2012)    | 1-я чехословацкая танковая бригада | 4+     | Т-34-76 «Žižka», Т-34-85 «603» | В целом 8 штук бронетехники (танков, самоходки и бронетранспортёров). Из них не менее 4 танков и самоходок.                              |
| 5 | танкист | Йозеф Грегор чеш. Josef Gregor, четарж ( — 30.4.1945)                      | 1-я чехословацкая танковая бригада | 4      | Т-34-76, Т-34-85 «896», «585»  | Из них одно штурмовое орудие. Орден Красного Знамени (1945)                                                                              |

## Страны Оси

### Третий рейх

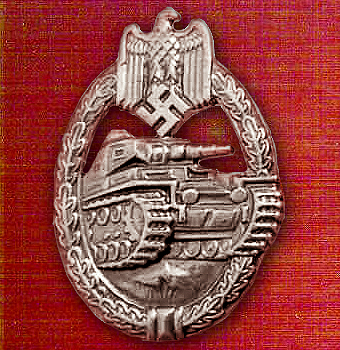
Медаль «За танковую атаку» вручалась отличившимся танкистам.

Среди мастеров танкового боя Германии, воевавших на Восточном фронте, были такие, чей боевой счёт приближался к двум сотням. Немецкие танкисты воевали с 1939 года на разных фронтах, но наибольшего успеха они добились в Северной Африке в 1941-1942 годах, на Восточном фронте в 1943—1945 годах и на Западном фронте в 1944 году.

#### Статистика
| Победы   | Танкисты    | Однократные                          | Двукратные                           | Троекратные                          |
| Победы   | Танкисты    | кавалеры рыцарского Железного креста | кавалеры рыцарского Железного креста | кавалеры рыцарского Железного креста |
| -------- | ----------- | ------------------------------------ | ------------------------------------ | ------------------------------------ |
| 120 +    | 7           | 1                                    | 2                                    | 1                                    |
| 100—119  | 10          | 6                                    | -                                    | -                                    |
| 80—99    | 4           | 3                                    | -                                    | -                                    |
| 60—79    | 10          | 6                                    | 2                                    | -                                    |
| 40—59    | 25          | 16                                   | 1                                    | -                                    |
| 35—39    | 5           | 3                                    | -                                    | -                                    |
| менее 35 | не менее 4  | не менее 2                           | не менее 2                           | -                                    |
| Всего    | не менее 65 | не менее 37                          | не менее 7                           | не менее 1                           |

#### 120 и более побед
| № | Фото | Имя Фамилия воинское звание годы жизни                                           | Формирование                                      | Победы    | Типы танков                             | Обстоятельства подвигов и награда                                                                                               |
| - | ---- | -------------------------------------------------------------------------------- | ------------------------------------------------- | --------- | --------------------------------------- | --- |
| 1 |      | Мартин Шройф нем. Martin Schroif, унтерштурмфюрер (22.02.1915 — 16.08.1979)      | 502-й тяжёлый танковый батальон СС                | 161       | «Tiger I»                               | |
| 2 |      | Отто Кариус нем. Otto Carius, оберлейтенант запаса (27.05.1922 — 24.01.2015)     | 502-й тяжёлый танковый батальон                   | более 150 | Pz Kpfw 38(t) «Tiger I» «Jagdtiger (H)» | Рыцарский крест Железного креста (4 мая 1944), Рыцарский крест Железного креста с Дубовыми Листьями (27 июля 1944)              |
| 3 |      | Ганс Бёльтер нем. Johannes (Hans) Bölter (19.02.1915 — 16.9.1987)                | 502-й тяжёлый танковый батальон                   | более 139 | «Tiger I»                               | Рыцарский крест Железного креста (16 апреля 1944), Рыцарский крест Железного креста с Дубовыми Листьями (10 сентября 1944)      |
| 4 |      | Михаэль Виттман нем. Michael Wittmann, гауптштурмфюрер СС (22.4.1914 — 8.8.1944) | 101-й тяжёлый танковый батальон СС                | 138       | StuG III Pz Kpfw III «Tiger I»          | Рыцарский крест Железного креста (14 января 1944), Рыцарский крест Железного креста с Дубовыми Листьями и Мечами (25 июня 1944) |
| 5 |      | Уша Оберхабер нем. Uscha Oberhaber, унтершарфюрер СС                             | 102-й тяжёлый танковый батальон СС                | 127       | «Tiger I»                               | |
| 6 |      | Ганс Зандрок нем. Hans Sandrock (20.4.1913 — 23.9.1995)                          | 3-я танковая дивизия, Немецкий Африканский корпус | 123       | StuG III                                | Рыцарский крест Железного креста (21 октября 1944)                                                                              |

#### 100—119 побед
| №  | Фото | Имя Фамилия воинское звание годы жизни         | Формирование                                         | Победы    | Типы танков           | Обстоятельства подвигов и награда |
| -- | ---- | ---------------------------------------------- | ---------------------------------------------------- | --------- | --------------------- | --- |
| 8  |      | Фриц Ланг нем. Fritz Lang                      | 232-й батальон штурмовых орудий                      | 113       | StuG III              | |
| 9  |      | Пауль Эггер нем. Paul Egger, оберштурмфюрер СС | 102-й тяжёлый танковый батальон СС                   | 113       | «Tiger I» «Tiger II»  | Рыцарский крест Железного креста (28 апреля 1945)                                                                                                   |
| 10 |      | Арно Гизен нем. Arno Giesen                    | 2-й танковый полк СС, 2-я танковая дивизия СС «Рейх» | 111       | «Tiger I»             | |
| 11 |      | Хайнц Рондорф нем. Heinz Rondorf, оберфенрих   | 503-й тяжёлый танковый батальон                      | 106       | «Tiger I»             | Рыцарский крест Железного креста (20 мая 1944) |
| 12 |      | Хайнц Гертнер нем. Heinz Gaertner              | 503-й тяжёлый танковый батальон                      | 103       | «Tiger I»             | |
| 13 |      | Вильгельм Кнаут нем. Wilhelm Knauth, гауптман  | 505-й тяжёлый танковый батальон                      | более 101 | «Tiger I»             | 101 на 22 ноября 1944 года. Рыцарский крест Железного креста (14 ноября 1943), Немецкий крест в золоте (20 января 1945)                             |
| 14 |      | Альберт Кершер нем. Albert Kerscher            | 502-й тяжёлый танковый батальон                      | более 100 | «Tiger I»             | Рыцарский крест Железного креста (23 октября 1944)                                                                                                  |
| 15 |      | Бальтазар Воль нем. Balthazar (Bobby) Woll     | 101-й тяжёлый танковый батальон СС                   | более 100 | «Tiger I»             | Из них 81 в качестве стрелка у Михаэля Виттмана. Рыцарский крест Железного креста (16 января 1944) (Победы в качестве стрелка не идут в счёт побед) |
| 16 |      | Карл Мёбиус нем. Karl Moebius                  | 101-й тяжёлый танковый батальон СС                   | более 100 | «Tiger I»             | |
| 17 |      | Карл Кёрнер нем. Karl Körner, хауптшарфюрер СС | 503-й тяжёлый танковый батальон                      | более 100 | «Tiger I», «Tiger II» | Рыцарский крест Железного креста (29 апреля 1944)                                                                                                   |

#### 80—99 побед
| Фамилия, Имя, воинское звание                       | Формирование                           | Победы личные (танки и САУ)             | Типы танков                             | Примечания                                                        |
| --------------------------------------------------- | -------------------------------------- | --------------------------------------- | --------------------------------------- | ----------------------------------------------------------------- |
| Вендроф, Гельмут нем. Helmut Wendorff               | 101-й тяжёлый танковый батальон СС     | 95                                      | Pz Kpfw VI «Tiger I»                    | Рыцарский крест Железного креста (12 февраля 1944)                |
| Баркман, Эрнст нем. Ernst Barkmann, обершарфюрер СС | 2-я танковая дивизия СС «Рейх»         | более 82                                | Pz Kpfw V «Panther»                     | Рыцарский крест Железного креста (27 августа 1944)                |
| Фей, Виль нем. Will Fey                             | 102-й тяжёлый танковый батальон СС     | более 80                                | Pz Kpfw VI «Tiger I»                    |                                                                   |
| Эрнст, Альберт нем. Albert Ernst                    | 519-й тяжёлый противотанковый батальон | более 80 (по другим данным — 55 или 54) | 8.8 cm PaK 43/1 auf PzKpfw IV «Nashorn» | Из них 54 Т-34. Рыцарский крест Железного креста (7 февраля 1944) |

#### 60—79 побед
| Фамилия, Имя, воинское звание                                       | Формирование                                | Победы личные (танки и САУ) | Типы танков                                        | Примечания |
| ------------------------------------------------------------------- | ------------------------------------------- | --------------------------- | -------------------------------------------------- | --- |
| Лицке, Эрик нем. Eric Litztke                                       | 509-й тяжёлый танковый батальон             | 76                          | Pz Kpfw VI «Tiger I»                               | Рыцарский крест Железного креста (20 октября 1944)                                                                         |
| Шпранц, Бодо нем. Bodo Spranz                                       | 237-я бригада штурмовых орудий              | 76                          | StuG III                                           | Рыцарский крест Железного креста с Дубовыми Листьями (3 октября 1943)                                                      |
| Бикс, Герман нем. Hermann Bix, оберфельдфебель                      | 4-я танковая дивизия                        | более 75                    | Pz Kpfw V «Panther», «Jagdpanther»                 | Рыцарский крест Железного креста (22 марта 1945)                                                                           |
| Штриппель, Ганс нем. Hans Strippel                                  | 1-й танковый батальон, 4-я танковая дивизия | 70                          | Pz Kpfw IV, Pz Kpfw V «Panther»                    | Рыцарский крест Железного креста (4 июня 1944)                                                                             |
| Зейбольд, Эмиль нем. Emil Seibold, гауптшарфюрер СС                 | 502-й тяжёлый танковый батальон СС          | 69                          | Pz Kpfw IV, Pz Kpfw VI «Tiger I», Т-34 (трофейный) | Также захваченные Т-34. Рыцарский крест Железного креста (6 мая 1945)                                                      |
| Примозиц, Гуго нем. Hugo Primozic, лейтенант                        | 667-й батальон штурмовых орудий             | 68 (по другим данным — 60)  | StuG III                                           | Рыцарский крест Железного креста (25 сентября 1942), Рыцарский крест Железного креста с Дубовыми Листьями (25 января 1943) |
| Бромман, Карл нем. Karl Brommann, унтерштурмфюрер СС                | 503-й тяжёлый танковый батальон СС          | 66                          | Pz Kpfw VI «Tiger I», Pz Kpfw VI Ausf.B «Tiger II» | Рыцарский крест Железного креста (29 апреля 1945)                                                                          |
| Ларсен, Рудольф нем. Rudolf Larsen, унтер-офицер                    | «Великая Германия»                          | 66                          | Pz Kpfw V «Panther»                                | |
| Бранднер, Йозеф Вильгельм нем. Josef Wilhelm (Sepp) Brandner, майор | 912-я бригада штурмовых орудий              | 61                          | StuG III                                           | Рыцарский крест Железного креста (17 марта 1945), Рыцарский крест Железного креста с Дубовыми Листьями (26 апреля 1945)    |
| Руббель, Альфред нем. Alfred Rubbel                                 | 503-й тяжёлый танковый батальон             | более 60                    | Pz Kpfw VI «Tiger I»                               | |

#### 40—59 побед
| Фамилия, Имя, воинское звание                              | Формирование | Победы личные (танки и САУ) | Типы танков               | Примечания |
| ---------------------------------------------------------- | --- | --------------------------- | ------------------------- | --- |
| Вайнерт, Конрад нем. Konrad Weinert                        | 503-й тяжёлый танковый батальон | 59                          | Pz Kpfw VI «Tiger I»      | |
| Ганс-Бабо фон Рор нем. Hans-Babo von Rohr                  | 25-й танковый батальон, 7-я танковая дивизия | 58                          |                           | Рыцарский крест Железного креста (15 ноября 1944), Рыцарский крест Железного креста с Дубовыми Листьями (8 апреля 1945, посмертно) |
| Юнге, Вальтер нем. Walter Junge                            | 503-й тяжёлый танковый батальон | более 57                    | Pz Kpfw VI «Tiger I»      | |
| Вармбрун, Карл Ганс нем. Karl Heinz (Bobby) Warmbrunn      | 101-й тяжёлый танковый батальон СС | 57                          | Pz Kpfw VI «Tiger I»      | Из них 44 в качестве стрелка. |
| Брандт, Юрген нем. Jürgen Brandt                           | 101-й тяжёлый танковый батальон СС | 57                          | Pz Kpfw VI «Tiger I»      | |
| Энгельман, Ричард нем. Richard Engelmann, хауптман         | 912-я бригада штурмовых орудий | 54                          | StuG III                  | Рыцарский крест Железного креста (22 апреля 1944)                                                                                  |
| Клинг, Генрих нем. Heinz Kling, штурмбаннфюрер             | 101-й тяжёлый танковый батальон СС | более 51                    | Pz Kpfw VI «Tiger I»      | Рыцарский крест Железного креста (23 февраля 1944)                                                                                 |
| Арнольд, Фридрих нем. Friedrich Arnold, оберлейтенант      | 237-я бригада штурмовых орудий | 51                          | StuG III                  | Рыцарский крест Железного креста (16 ноября 1943)                                                                                  |
| Крамер, Ганс нем. Heinz Kramer                             | 502-й тяжёлый танковый батальон | более 50                    | Pz Kpfw VI «Tiger I»      | Рыцарский крест Железного креста (6 октября 1944)                                                                                  |
| Карпането, Альфредо нем. Alfredo Carpaneto, унтер-офицер   | 502-й тяжёлый танковый батальон | более 50                    | Pz Kpfw VI «Tiger I»      | Рыцарский крест Железного креста (28 марта 1945, посмертно)                                                                        |
| Маусберг, Ганс нем. Heinz Mausberg                         | 505-й тяжёлый танковый батальон | более 50                    | Pz Kpfw VI «Tiger I»      | |
| Уштуф, Дитер нем. Dieter Ustuf                             | 103-й тяжёлый танковый батальон СС | более 50                    | Pz Kpfw VI «Tiger I»      | |
| Гайнер, Оскар нем. Oskar Geiner                            | 103-й тяжёлый танковый батальон СС | более 50                    | Pz Kpfw VI «Tiger I»      | |
| Файбиг, Вальтер нем. Walter Feibig                         | 301-я бригада штурмовых орудий | более 50                    | StuG III                  | |
| Мюллер, Иоган нем. Johann Müller                           | 502-й тяжёлый танковый батальон | более 50                    | Pz Kpfw VI «Tiger I»      | Рыцарский крест Железного креста (23 октября 1944)                                                                                 |
| Дальмайер, Иосиф нем. Josef Dallmeier                      | 1183-я противотанковая рота | 50                          | Jagdpanzer 38(t) «Hetzer» | Рыцарский крест Железного креста (3 апреля 1945)                                                                                   |
| Кохановски, Иоганн нем. Johannes Kochanowski, обервахмистр | 201-й батальон штурмовых орудий | 48                          | StuG III                  | Рыцарский крест Железного креста (15 октября 1942)                                                                                 |
| Бозе, Георг Макс нем. Georg Max Bose, лейтенант            | 177-й батальон штурмовых орудий | 44                          | StuG III                  | Рыцарский крест Железного креста (21 сентября 1944)                                                                                |
| Дойч, Ганс нем. Heinz Deutsch, лейтенант                   | 12-я парашютно-десантная бригада штурмовых орудий | 44 (по другим данным — 46)  | StuG III                  | Рыцарский крест Железного креста (28 апреля 1945)                                                                                  |
| Шрамм, Рихард нем. Richard Schramm, обервахмистр           | 202-й батальон штурмовых орудий | 44                          | StuG III                  | Рыцарский крест Железного креста (23 декабря 1942)                                                                                 |
| Амлинг, Фриц нем. Fritz Amling, обервахмистр               | 202-й батальон штурмовых орудий | более 42                    | StuG III                  | Из них 42 в течение 48-ми часов Рыцарский крест Железного креста (11 декабря 1942)                                                 |
| Шолл, Йохим нем. Joachim Scholl                            | 102-й тяжёлый танковый батальон СС | 42                          | Pz Kpfw VI «Tiger I»      | |
| Шарф, Ганц нем. Heinz Scharf, вахмистр                     | 202-й батальон штурмовых орудий | более 40                    | StuG III                  | Рыцарский крест Железного креста (5 сентября 1944)                                                                                 |
| Оберлоскамп, Вальтер нем. Walter Oberloskamp, лейтенант    | 667-й батальон штурмовых орудий | более 40                    | StuG III                  | Рыцарский крест Железного креста (10 мая 1943)                                                                                     |
| Ридель, Франц нем. англ. Franz Riedel, оберштурмфюрер СС   | противотанковый батальон «Германия» 2-й танковой дивизии СС «Рейх», 21-й танковый полк 10-й танковой дивизии СС «Фрундсберг», 10-й противотанковый батальон СС | более 40                    | Pz Kpfw IV                | Из них 13 Т-34 в одном бою. Также много ПТО. Рыцарский крест Железного креста (28 марта 1945)                                      |

#### 35—39 побед
| Фамилия, Имя, воинское звание                          | Формирование                          | Победы личные (танки и САУ) | Типы танков          | Примечания                                         |
| ------------------------------------------------------ | ------------------------------------- | --------------------------- | -------------------- | -------------------------------------------------- |
| Тадье, Фредрих нем. Fredrich Tadje, лейтенант          | 190-й батальон штурмовых орудий       | 39                          |                      | Рыцарский крест Железного креста (24 октября 1942) |
| Баурман, Ганс нем. Heinz Baurmann, хауптман            | 300-я бригада штурмовых орудий        | 38                          | StuG III             | Рыцарский крест Железного креста (4 мая 1945)      |
| Рой, Рудольф нем. Rudolf Roy                           | 12-й тяжёлый противотанковый батальон | 36                          | Jagd Pz IV           | Рыцарский крест Железного креста (16 октября 1944) |
| Штаудеггер, Франц нем. Franz Staudegger                | 101-й тяжёлый танковый батальон СС    | более 35                    | Pz Kpfw VI «Tiger I» |                                                    |
| Рюдигер фон Мольтке нем. Rüdiger von Moltke, лейтенант | 4-я танковая дивизия                  | 35                          | Pz Kpfw IV           | За два месяца боёв.                                |

#### Менее 35 побед
| Фамилия, Имя, воинское звание                                                                       | Формирование                                                                  | Победы личные (танки и САУ) | Типы танков              | Примечания |  |
| --------------------------------------------------------------------------------------------------- | ----------------------------------------------------------------------------- | --------------------------- | ------------------------ | --- |  |
| Даузер, Ганс нем. англ. Hans Dauser, унтерштурмфюрер СС                                             | 1-й танковый полк СС 1-й танковой дивизии СС «Лейбштандарте СС Адольф Гитлер» | 34                          |                          | Рыцарский крест Железного креста (4 июня 1944)                                                                             |  |
| Бирмайер, Фритц нем. англ. Fritz Biermeier, штурмбанфюрер СС                                        | 3-й танковый полк СС 3-й танковой дивизии СС «Тотенкопф»                      | более 31                    |                          | Рыцарский крест Железного креста (10 декабря 1943), Рыцарский крест Железного креста с Дубовыми Листьями (26 декабря 1944) |  |
| Боштелль, Вольфганг Ганс Пауль Гаймер фон нем. Wolfgang Hans Heimer Paul von Bostell, оберлейтенант | 1023-я противотанковая рота, 205-й противотанковый батальон                   | 28                          | StuG III                 | Рыцарский крест Железного креста (2 сентября 1944), Рыцарский крест Железного креста с Дубовыми Листьями (30 апреля 1945)  |  |
| Карл Клосковски нем. Karl Kloskowski (9.2.1917 — 23.4.1945)                                         | 2-й танковый полк СС «Рейх» Танковая бригада СС «Вестфален»                   | 27                          | Pz.Kpfw. III Pz.Kpfw. IV | Рыцарский крест Железного креста (11 июля 1943) Рыцарский крест Железного креста с Дубовыми Листьями (11 августа 1944)     |  |
| Шумахер, Курт (СС) нем. Kurt Schumacher, оберштурмфюрер СС                                          | 5-я танковая дивизия СС «Викинг»                                              | не менее 21                 | PzKpfw IV                | Рыцарский крест Железного креста (4 мая 1944) В течение двух дней боёв в 1944 году.                                        |  |

### Финляндия
В 1944 году Финская танковая дивизия (фин. Panssaridivisoona) под командованием генерал-майора Рубена Лагуса, первого кавалера Креста Маннергейма была перемещена на Карельский фронт, где 9 июня того же года Красная армия начала мощное наступление. Приняв на себя удар советских танковых клиньев, самоходчики финской танковой дивизии записали на свой счёт 87 подбитых танков и десятки уничтоженных противотанковых орудий. Самым результативным мастером танкового боя стал лейтенант Берье Бротелл (фин. Börje Brotell), подбивший за месяц боёв с 12 июня по 13 июля 1944 года 11 советских танков и САУ.
| №  | Фото | Имя Фамилия воинское звание годы жизни                             | Формирование                                       | Победы                | Типы танков                                   | Обстоятельства подвигов и награда |
| -- | ---- | ------------------------------------------------------------------ | -------------------------------------------------- | --------------------- | --------------------------------------------- | --- |
| 1  |      | Берье Бротелл фин. Börje Brotell, лейтенант (3.2.1922 — 6.12.2009) | Батальон штурмовых орудий Финской танковой дивизии | 11                    | StuG III Ps.531-10 «Bubi»                     | Из них 6 Т-34, 4 Т-34-85 и 1 ИСУ-152. В боях 12 июня — 13 июля 1944. Стрелок — ефрейтор Олли Соимала (фин. Olli Soimala).            |
| 2  |      | С. Карукка фин. S. Karukka, ефрейтор                               | Батальон штурмовых орудий Финской танковой дивизии | 9                     | StuG III Ps.531-12 «Lea»                      | Из них 5 Т-34, 2 «лёгких танка» и 2 ИСУ-152. В боях 12 июня — 13 июля 1944. Стрелок — ефрейтор Маури Кокконен (фин. Mauri Kokkonen). |
| 3  |      | О. Ауланко фин. O. Aulanko, лейтенант                              | Батальон штурмовых орудий Финской танковой дивизии | 8                     | StuG III Ps.531-6 «Liisa»                     | Из них 7 Т-34 и 1 ИСУ-152. В боях 12 июня — 13 июля 1944. Стрелок — младший сержант Олави Тапонен (фин. Olavi Taponen).              |
| 4  |      | М. Киуаспера фин. M. Kiuaspera, лейтенант                          | Батальон штурмовых орудий Финской танковой дивизии | 7                     | StuG III Ps.531-9 «Toini»                     | Из них 6 Т-34 и 1 ИСУ-152. В боях 12 июня — 13 июля 1944. Стрелок — ефрейтор Калле Муона (фин. Kalle Muona).                         |
| 5  |      | М. Сартио фин. M. Sartio, лейтенант                                | Батальон штурмовых орудий Финской танковой дивизии | 7                     | StuG III Ps.531-19 «Marjatta»                 | Из них 6 Т-34 и 1 ИСУ-152. В боях 12 июня — 13 июля 1944. Стрелок — ефрейтор Рейно Антилла (фин. Reino Anttila).                     |
| 6  |      | Эркки Халонен фин. Erkki Halonen, сержант                          | Батальон штурмовых орудий Финской танковой дивизии | 7                     | StuG III Ps.531-24 и Ps.531-25 «Kyllikki»     | Из них 3 Т-34, 2 КВ-1 и 2 ИСУ-152. В боях 12 июня — 13 июля 1944. Стрелок — танкист Суло Вуорела (фин. Sulo Vuorela).                |
| 7  |      | Рейно Лехвеслайхо фин. Reino Lehväslaiho, сержант (род. 13.4.1922) | Танковая бригада Финской танковой дивизии          | 7 (по др. данным — 5) | Т-34 Ps.231-3                                 | Из них Т-34 и ИСУ-152. В качестве стрелка. Орден Креста Свободы IV класса (1944), орден Белой розы Финляндии (1989)                  |
| 8  |      | А. Пелтонен фин. A. Peltonen, лейтенант                            | Батальон штурмовых орудий Финской танковой дивизии | 6                     | StuG III Ps.531-4 «Lisbeth» и Ps.531-8 «Aili» | Из них 6 Т-34. В боях 12 июня — 13 июля 1944. Стрелок — ефрейтор Хейкки Кауханен (фин. Heikki Kauhanen).                             |
| 9  |      | И. Коскиниеми фин. I. Koskiniemi, капрал                           | Батальон штурмовых орудий Финской танковой дивизии | 5                     | StuG III Ps.531-5                             | Из них 4 Т-34 и 1 КВ-1. В боях 12 июня — 13 июля 1944. Стрелок — ефрейтор Лаури Леппенен (фин. Lauri Leppänen).                      |
| 10 |      | А. Меривирта фин. A. Merivirta, сержант                            | Батальон штурмовых орудий Финской танковой дивизии | 5                     | StuG III Ps.531-14 «Vappu»                    | Из них 5 Т-34. В боях 12 июня — 13 июля 1944. Стрелок — танкист Ейно Пааккинен (фин. Eino Paakkinen).                                |

### Италия
Информация по итальянским танковым асам отсутствует.

### Япония
Танковые войска Японии принимали ограниченное участие в военных конфликтах Второй мировой войны с вооружёнными силами Великобритании, США, Филиппин, Нидерландов, Австралии, Китая и СССР. Согласно японской военной доктрине, они относились к сугубо вспомогательным войскам, поэтому танки в основном использовались для непосредственной поддержки пехоты или для укрепления статической обороны. Они редко применялись для самостоятельных операций, и статистика личных побед танкистов не велась. Известно, что впервые на тихоокеанском театре военных действий Второй мировой войны японские танкисты встретились с танками противника 22 декабря 1941 года при вторжении на Филиппины.

### Венгрия
| № | Фото | Имя Фамилия воинское звание годы жизни                            | Формирование                                            | Победы      | Типы танков                     | Обстоятельства подвигов и награда                                                      |
| - | ---- | ----------------------------------------------------------------- | ------------------------------------------------------- | ----------- | ------------------------------- | -------------------------------------------------------------------------------------- |
| 1 |      | Эрвин Тарцай венг. Ervin Tarczay, капитан (5.10.1919 — 18.3.1945) | 2-я венгерская танковая дивизия, дивизия «Святой Ласло» | не менее 10 | 40M «Turán» «Panther» «Tiger I» | Также несколько ПТО. Рыцарский Крест Ордена Заслуг (15 марта 1945), посвящён в рыцари. |

### Румыния
| № | Фото    | Имя Фамилия воинское звание годы жизни                     | Формирование                                                  | Победы     | Типы танков | Обстоятельства подвигов и награда |
| - | ------- | ---------------------------------------------------------- | ------------------------------------------------------------- | ---------- | ----------- | --- |
| 1 | танкист | Ион Думитру рум. Ion S. Dumitru, лейтенант (род. 1.3.1921) | 1-я танковая дивизия «Великая Румыния», 27-я танковая бригада | не менее 5 | Pz Kpfw IV  | Также 3-4 БТР. Всего участвовал в боях 25 дней: 5 дней воевал на стороне немцев и 20 дней — в составе советской 27-й танковой бригады. Орден Михая Храброго 3-го класса с Мечами |